# 大和型戦艦
大和型戦艦（やまとがたせんかん）は、大日本帝国海軍が建造した戦艦。日本で建造された最後の戦艦艦型でもある。戦艦としての排水量、搭載主砲口径ともに世界最大。
1番艦「大和」と2番艦「武蔵」が戦艦として竣工。3番艦「信濃」は対米戦の戦局に合わせて設計変更され航空母艦として竣工した。4番艦111号艦は1942年に建造中止となり解体された。

## 概要
大日本帝国（以下、日本）はワシントン海軍軍縮条約、ロンドン海軍軍縮条約の延長に応じず、列強各国が海軍力増強を自粛していた海軍休日は終わった。大和型戦艦は艦艇数で勝る米英を質で凌ぐため、第三次海軍軍備補充計画の際に建艦技術の粋を集めて建造された戦艦である。当時欧米諸国はワシントン海軍軍縮条約で規定された35,000t前後の戦艦を建造していたが、これらを凌駕する46cm砲を装備した結果、基準排水量は64,000tとなり、世界最大の戦艦として建造された。「量の不足を卓越せる質で補うより道なし」という発想で開発された戦艦である。1929年に平賀譲が提案した金剛代艦の影響が強いとも言われる。1934年に起草された新戦艦要求案では、米海軍の渡洋進攻艦隊を日本近海に迎え「制空権下の艦隊決戦」によってこれを撃滅するという基本方針から「18in砲搭載艦2隻の新造で十分」とされた。
日本海軍では戦艦に対し日本の旧国名に因んだ名が付けられており、「大和」は奈良県の旧国名（大和）から命名されたが、単に旧国名としてでは無く、「日本」の別称として意味もあったとする説がある。同様の主旨の命名として、建造当初世界最大の戦艦だった扶桑（扶桑は日本の美名）と山城（長く都の置かれた京都府の旧国名）がある。1番艦｢大和｣及び2番艦｢武蔵｣が大戦中に就役している。
現在でこそ戦艦大和は日本国民に最も知られた軍艦と言っても過言ではないが、太平洋戦争中はその存在自体が最高軍事機密とされたこともあり（海軍関係者には、名前だけはいつの間にか広まっていた）、当時の国民には長門型戦艦の長門と陸奥が海軍の象徴として親しまれていた。その後、史上最大の威容を誇りつつもほとんど活躍の機会なく、悲劇的な最期を迎えた故か、数々の媒体（映画、漫画、アニメや、プラモデルなど）で幅広い年代によく知られるようになっていった。戦後の日本国内での注目度への定量表現を交えた言及は映画、出版物（180冊）、プラモデル、インターネット上での関連ホームページ約13000件、大和ミュージアムなどの数字、関連施設が挙げられている。

## 建造
1930年代、大日本帝国（以下日本）と欧米列強との対立は深まっていった。1930年（昭和5年）ロンドン海軍軍縮条約での紛糾により海軍部内では艦隊派が優勢となり条約派は退けられ軍縮条約の廃棄は既定の事実とされていた。
ヨーロッパでは既に建艦競争が始まっておりドイツはポケット戦艦（ドイッチュラント級装甲艦）を、フランスはダンケルク級戦艦を投入している。
アメリカでは、速力26ノット程度の高速戦艦建造の気運があり、ロンドン海軍軍縮条約の期限が切れた後、イギリス・アメリカ・フランス・イタリアなどの列強が新たな大型戦艦を建造することが予想された。
1933年(昭和8年)10月1日に海軍省の持つ兵力量の策定や平時における兵カの指揮権などが軍令部に移され権限が大幅に拡大した。同年、軍令部松田千秋中佐は作戦計画面から、石川信吾中佐は軍備計画面から新型戦艦の検討を始めた。

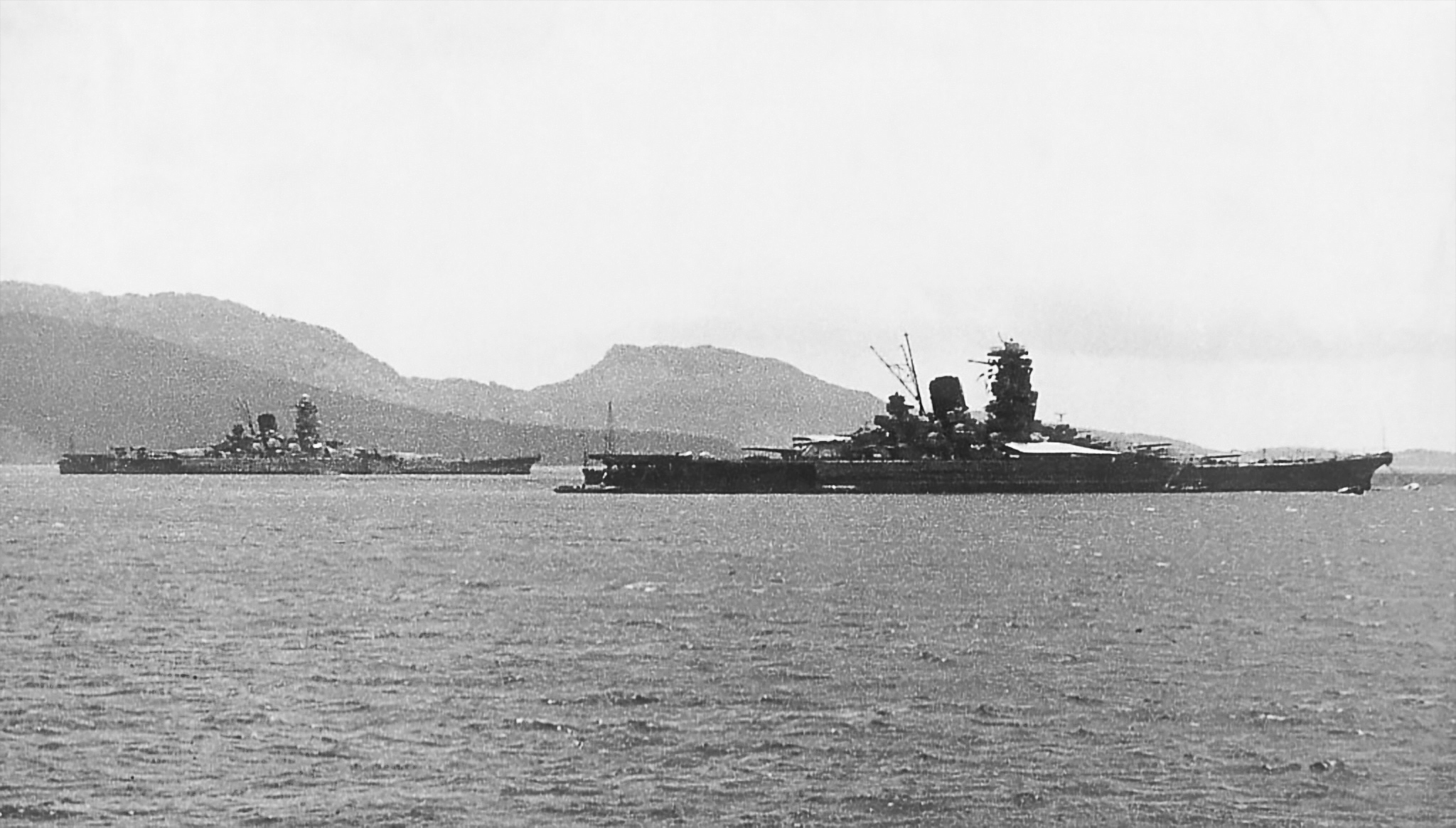
トラック島に停泊する(左奥)1番艦｢大和｣と(右手前)2番艦｢武蔵｣（1943年2月〜5月）

1934年（昭和9年）12月29日に齋藤駐米大使がハル米国務長官にワシントン条約の単独廃棄を通告し1937年より世界は無条約時代に突入する。条約脱退後の影響については次のように予想された。ワシントン条約存続の場合、日本海軍は1937年（昭和12年）より艦齢26年を過ぎる金剛から陸奥まで9隻の代艦を建造することになるが、条約廃棄なら「国防上適宜ノ艦種」（大戦艦）の少数建造により国費を抑え得るとの考えが存在した。アメリカは条約に従うなら1937年より代艦の建造を始め、1942年に5隻、1945年に10隻、1948年までに15隻の条約型戦艦を竣工させる。無条約時代となってもこれを大きく超える隻数を建造することは難しい。18インチ砲戦艦の建造はパナマ運河の制限により困難と考えられた。
基本計画審議時に軍令部は、米国と量で競争することは到底できないとして大戦艦の長射程砲によるアウトレンジ戦法を強調した。1934年（昭和9年）9月25日、軍令部は新型高速戦艦2隻について、排水量6万5000トン、速力34ノットを想定。この後、速力要求は30ノットに引き下げられた。
続いて10月、列強新戦艦に対抗することを目的に軍令部より艦政本部に向けて「18インチ砲（46cm砲）8門以上、15.5cm三連装4基12門または20cm連装砲4基8門以上、速力30ノット、航続距離18ノット8000マイル」という大型戦艦建造要求が出される。1935年（昭和10年）11月2日には中村良三海軍大将・艦政本部長が新型戦艦の設計方針を具体的に指示した。
これを受けて1936年（昭和11年）12月26日開会の第七〇回帝国議会に新型戦艦「A140-F5（「A」は「戦艦」、「140」は「140番目に計画された」の意味）」2隻分（1隻9800万円）の予算が提出される。ただし予算規模から艦の大きさを諸外国から推定されないよう架空の駆逐艦3隻（1350万円）、架空乙型潜水艦1/2隻（609万円）が計上されており、これらを含めた予算1億1759万円が、実際のA140F5艦予算だった。だが大型水上艦用ディーゼル機関を潜水母艦「大鯨」に先行搭載したところ不具合が多発し、曲折の末に通常の蒸気タービン機関搭載が決定する（計画変更時期は諸説あり）。このため議会開催中にA140F5は主機械を蒸気タービン専用とした第二次基本計画「A140-F6」に切り替わり、1億793万3075円（実費は1億2898万3091円）で建造が承認された。これに加えて、改装中の金剛型戦艦「比叡」や空母「飛龍」の予算を一部利用している。列強は大和型戦艦建造については確信していたものの、その規模を40cm砲搭載、4万5000トンクラスと推定していた。ただしドイツ海軍は1940年の段階で、建造中である2隻の艦名を"Katori"、"Kashima"としつつも「1938年春頃、最初に起工した戦艦は45.7cm砲を搭載した45000トン級の三重底を採用した戦艦である」と、より具体的かつ正確な予想をしていたことが判明している。
1937年（昭和12年）3月29日には計画名「A140-F6」から「第一号艦」「第二号艦」と仮称された。第一号艦＝「大和」は同年11月4日に呉海軍工廠で起工、1941年（昭和16年）12月16日に就役。第二号艦＝「武蔵」は1938年（昭和13年）3月29日に三菱重工業長崎造船所で起工、1942年（昭和17年）8月5日に就役した。その後、第四次海軍軍備充実計画で新たに同型艦2隻を建造することになり、「第110号艦」「第111号艦」と仮称された。第110号艦＝「信濃」は1940年（昭和15年）5月4日に横須賀海軍工廠で起工、建造途中に一時建造を中止したが、ミッドウェー海戦で主力空母を一気に4隻失ったことで計画を変更、航空母艦に改装され、1944年（昭和19年）11月19日に就役した。しかしその10日後、残りの艤装を完成させる為に呉海軍工廠へ回航途中、米潜水艦｢アーチャーフィッシュ｣に撃沈された。第111号艦は1940年（昭和15年）11月7日に呉海軍工廠で起工したが、1942年（昭和17年）に建造中止、解体された。
このように日本海軍には大和型を次期主力戦艦として整備する思惑があり、四隻、あるいは五隻前後を建造・整備した後、(資料により四隻、五隻と前後する)最終的には改良発展型である超大和型戦艦までを計画していた。
日本側の大和型戦艦建造計画に対し、アメリカはノースカロライナ級戦艦2隻・サウスダコタ級戦艦4隻・アイオワ級戦艦4隻（1940年時点）の建造を開始しており、この動向および各艦の性能は日本側も把握していた。

## 主要諸元

### 艦体形状

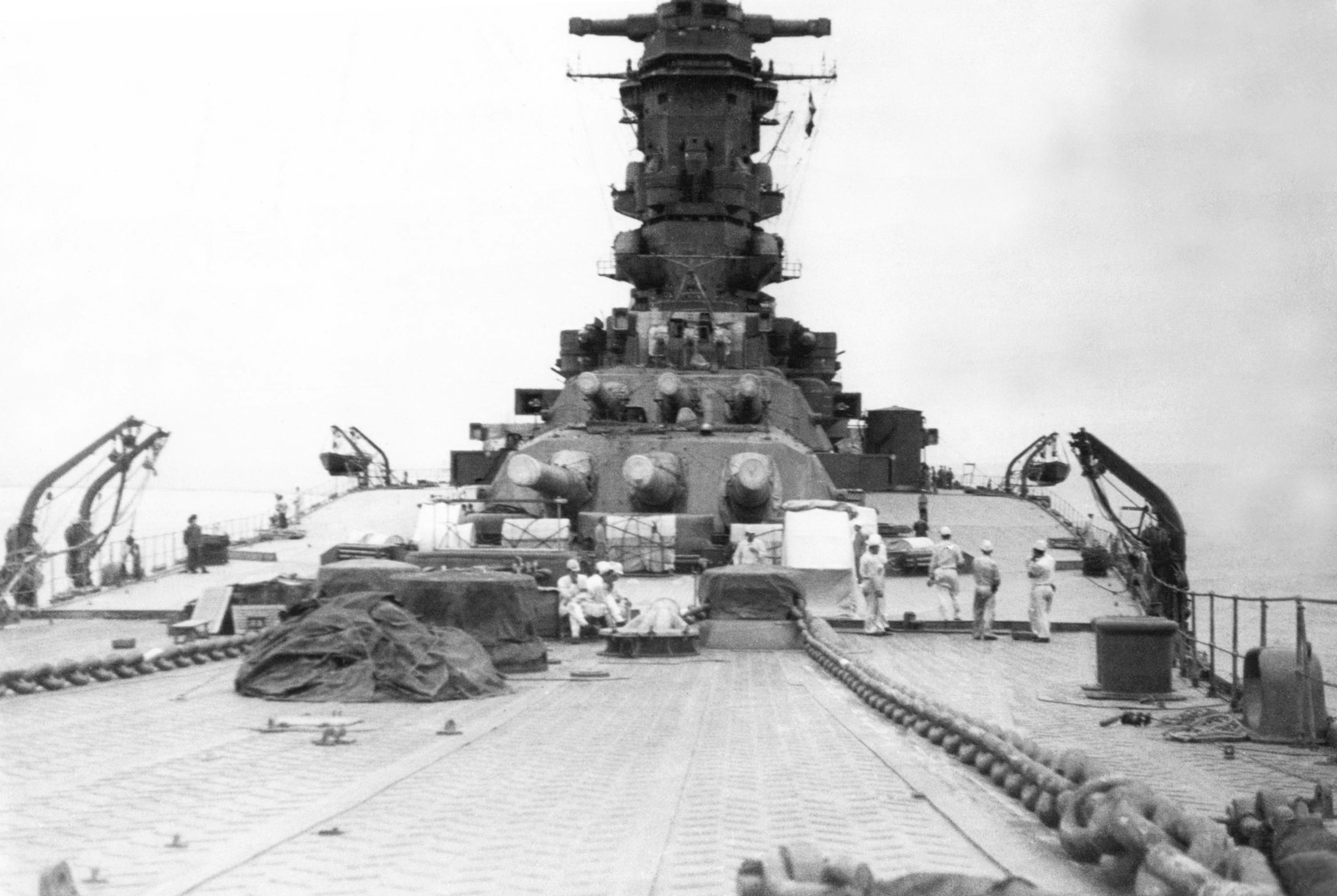
戦艦「武蔵」を艦首から見る

大和型と他の船舶や建造物との比較。一番上からクイーン・メリー2、エンタープライズ（CVN-65）、ヒンデンブルク号、大和、エンパイアステートビル、ノック・ネヴィス、バックに描かれた5角形はペンタゴン、円はApple Parkである

大和型戦艦の艦型の母体となったのはYourkevitch船型である。艦型試験を繰り返しこれを軍令部の要求した戦艦向きに仕立て上げる事で大和型の艦体が計画された。竜骨下端から最上甲板舷側までの深さは18.965mで、10層の甲板が重なっている。構造は、最上甲板、上甲板、中甲板、下甲板、最下甲板、第一船倉甲板、第二船倉甲板、船倉甲板、艦底（二重底）となっている。牧野茂(大和型設計者の一人)は「大和型戦艦は一見平甲板に見えるが、実質的には最上型重巡洋艦の形状といえなくもない。大和の中央切断面は最上と非常に似ている」と評した。
球状艦首
日本艦艇では翔鶴型航空母艦に次いで球状艦首（バルバス・バウ）を採用した。これは、船体が水を押しのける時の波と球状艦首が作った波が相互干渉して、造波抵抗を減衰させる効果を持つ。これを採用した事で、有効馬力で速力27ノット時で8.2%程度の抵抗を減らし、排水量換算で約300t、水線長で3m艦体を短くする効果を得た。これは、軸馬力に換算すると11,000馬力出力が大きい機関を搭載したのと同じ効果をもたらした。さらに、シャフトブラケットの船体取付角度、ビルジキールの船体取付位置と角度を検討した結果、バルバス・バウの効果と併せて15,820馬力の節約となった。これは排水量に換算すると1,900トンの節約となり、大型駆逐艦1隻の排水量に匹敵した。球状艦首は25mmの甲板の二重構造で、甲板を三次元的に鍛造で曲げる事で一体に作られている。
同時期に設計された翔鶴型航空母艦のものと大きさがかなり異なるが、これは翔鶴型では34ノット、大和型では27ノットで造波抵抗が最小になるよう最適化されているためである。
なお、球状艦首の艦底には、潜水艦対策で水中ソナーが設けられていた。これは30個の水中マイクを長径約4m、短径約3mの長円形に配列したもので、その中には海水が満たされていた。性能としては、大和が全力航行中に主砲射撃試験を行った際に、30,000 - 40,000mで砲弾が水面に衝突した時の音を探知できたという。ただし、艦内各部から発生する騒音により、聞き取りにくくなることも多く、特に主砲塔回転時の水圧機の騒音は妨げになったと言われている。また、この水中聴音機装備により、水線下の艦首部よりの艦底部が「蛇が蛙を飲み込んだような形状」となったことで、最高速力が0.3ノット程度低下したとされている。
主副舵の構成
通常の2枚舵は並行に設置されている。従来の日本戦艦も長門型戦艦に至るまでこの方式である。これではドイツ戦艦ビスマルクのように魚雷1本を被雷しても操舵不能に陥る可能性がある。これを避けるため、当初は舵の1枚を艦首に装備する案（実験結果は不良）もあったが、結局艦の中心線上に前後に15mの間隔を開けて主舵と副舵を設置した。金剛型などでも並列2枚舵の前例はある。原勝洋は、舵の形状が英巡洋戦艦フッドに極似していたと指摘している。
両舵を同時に使用した成績は良好であった。しかし、副舵だけだと一応旋回は可能だが、大和型の惰力は予想以上に大きく、当舵が全く利かないので艦を直進に戻すことができず、操艦は不能であった。艦首部に引き込み式の平衡舵を追加装備する対応策が考えられたが、戦局悪化と検証不足のために工事は行われなかった。海軍技術研究所造船研究部は戦艦用ダブルスケグの研究も行なっていたが、こちらも大和型には装備されなかった。沖縄特攻時には、巨大な応急舵を搭載していた。能村副長によれば、沖縄特攻時の大和は戦闘中に操舵装置が故障したため、舵取機室からの応急操舵に頼っていたという。舵取機室が魚雷命中で全滅すると、大和は左旋回しか出来なくなったとされる。このように通常は電源稼動だが、電源喪失時には蓄電池、人力での操舵も可能である。
運動性能
艦船の基本的な操縦性能は次の3つの観点から評価されることが多い。
1. 追従性：操舵に対する船の回頭の容易さ（タイムラグと考えてよい）
2. 旋回性：定常旋回の円運動が小さい円を描き早く旋回するか
3. 針路安定性：少しの間当て舵をとらなくても舵中央のままで船が直進する「すわりの良い船」か

大和型戦艦は大きな排水量に対し、相対的に短い全長、広い船幅という肥大船型である。旋回性は列強の戦艦中最良の部類に属するが、舵に関する研究が十分でなかった為、追従性に関しては最低レベルであり、肥大船型故に針路安定性も本質的には良い方ではない。「大和型はずんぐりした船体からは想像もつかないほど良好な運動性能を発揮した」というのはもっぱらこの旋回性について述べられた物である。海軍では旋回性能の標準を「旋回直径÷艦の水線長」で現している。この数値には縦と横で若干の違いがあり、横の旋回性能標準は戦艦3、大型巡洋艦4、軽巡洋艦5、駆逐艦6、縦で戦艦3、大型巡洋艦3.5、軽巡洋艦4、駆逐艦4.5とされていた。大和型の旋回性能は、横で2.43、縦で2.23と優れたものだった（一般に、同一排水量の場合、細長い船体のほうが旋回性能は悪化するとされている）。
また、旋回半径自体も他の戦艦より優れていた。大和型の旋回直径は26ノットで横640m、縦589m（横2.43、縦2.23）である。長門型戦艦は横530m、縦631m（横2.36、縦2.81）、金剛型戦艦は横826m、縦871m（横3.7、縦3.91）だから、船体の大きさを考えるなら、非常にコンパクトな旋回性能を持っていた。さらに、旋回時の船体の傾きも大和型9度、長門型10.5度、金剛型11.5度であり、安定性も非常に優れている部類となる。

#### 旋回径(Tactical Diameter)の比較

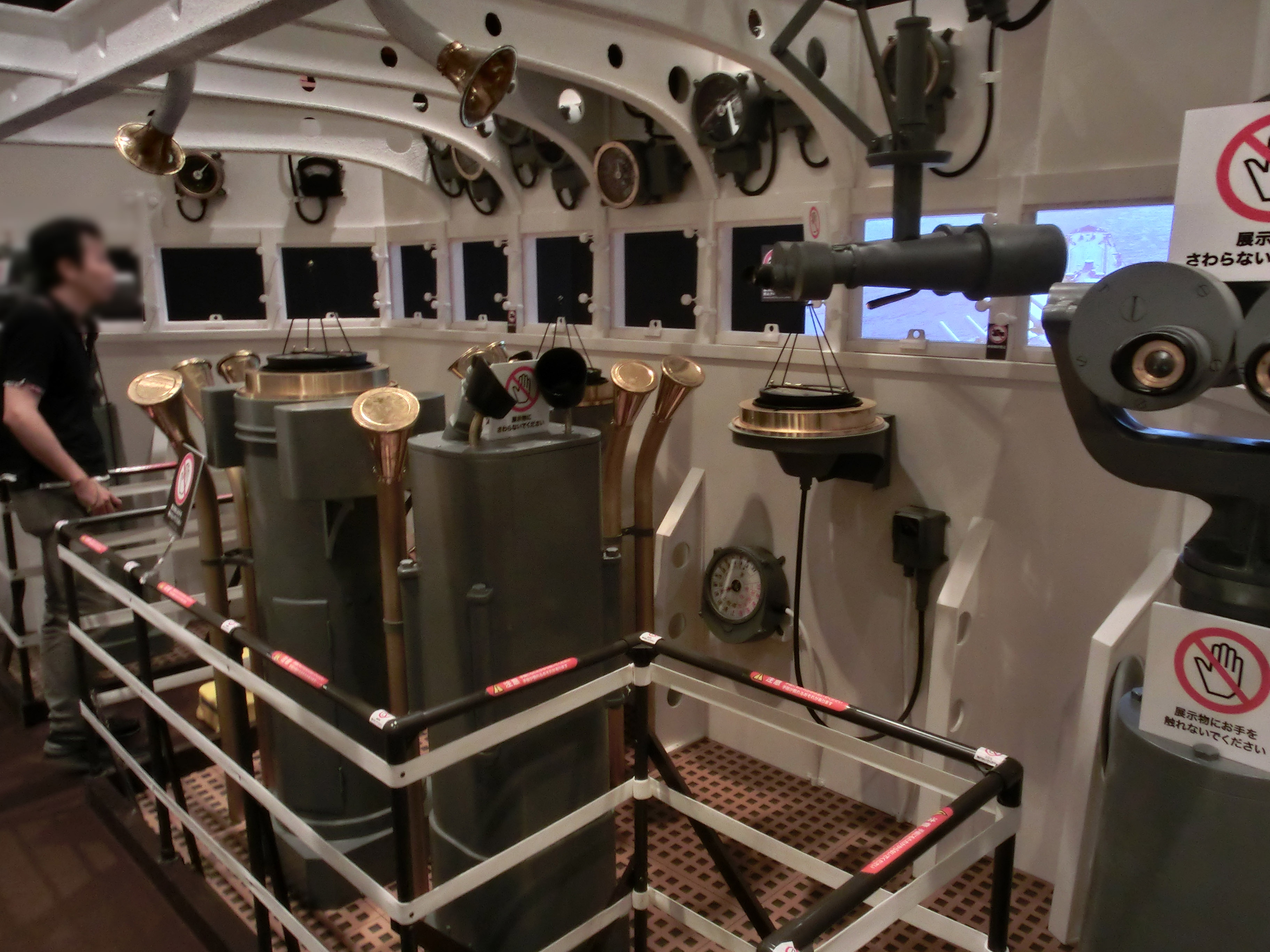
大和の艦橋　復元モデルセット、呉海事博物館2013年8月

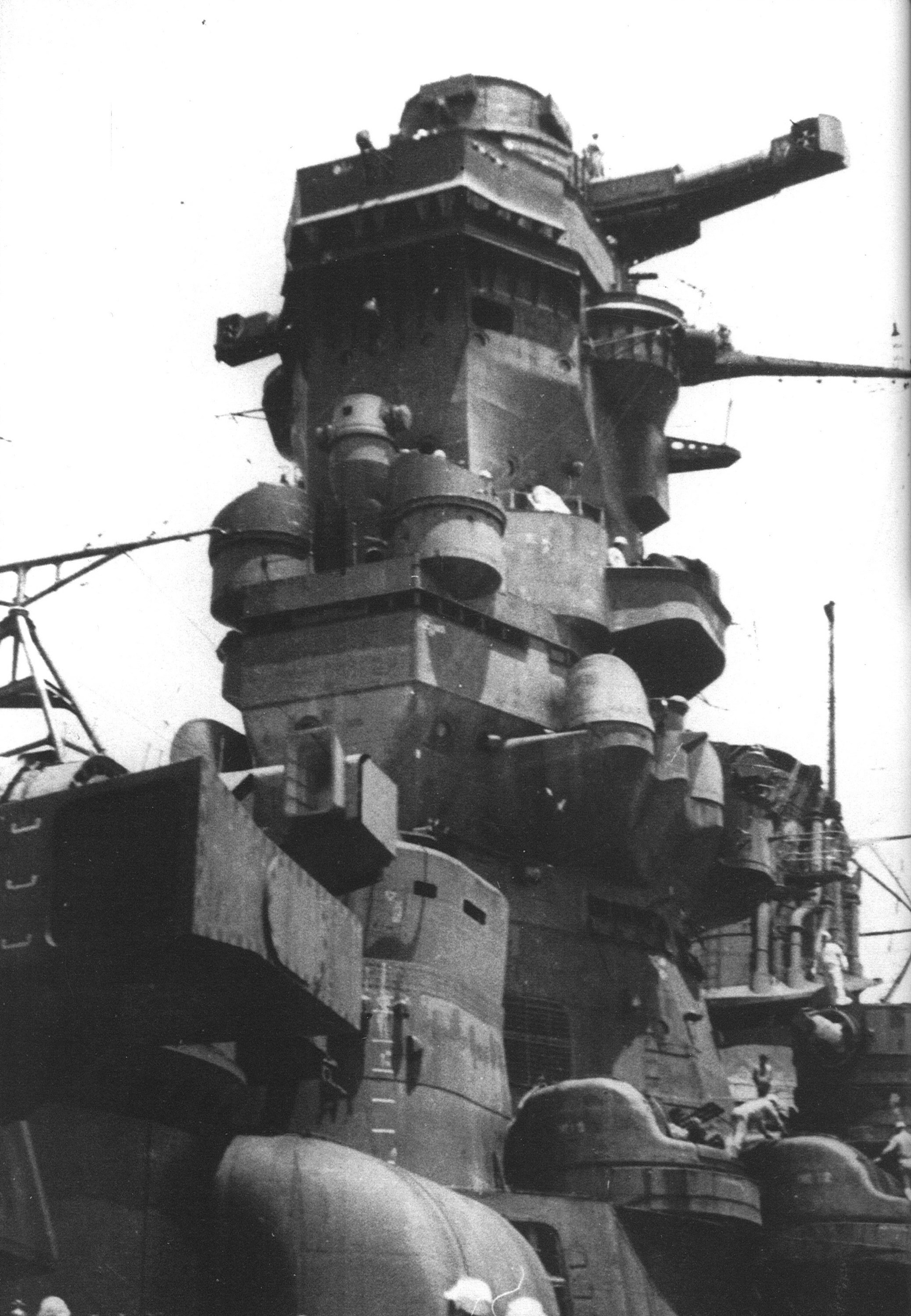
大和型戦艦「武蔵」の艦橋

- アイオワ級戦艦
  - 模型：20 kt-760 yd(694.94 m)、33 kt-1430 yd(1,307.59 m)
  - 公試：30 kt-814 yd(744.32 m)
- ニューメキシコ級戦艦
  - 左舷15 kt-560 yd、右舷15 kt-650 yd、21 kt-690 yd
- コロラド級戦艦
  - 左舷15 kt-695 yd、右舷15 kt-630 yd、左舷20.7 kt-690 yd、右舷20.7 kt-705 yd
- ノースカロライナ級戦艦
  - 模型：20 kt-620 yd(566.92 m)、27.5 kt-759 yd(694.02 m)
  - 公試：14.5 kt-575 yd(525.78 m)、27.5 kt-683 yd(624.53 m)
- サウスダコタ級戦艦
  - 模型：16 kt-700 yd(640.08 m)、26.5 kt-733 yd(670.25 m)
- レキシントン級航空母艦
  - 模型：33 kt-1950 yd(1,783.08 m)
- ヨークタウン級航空母艦
  - 30 kt-790 yd(722.37 m)
- エセックス級航空母艦
  - 30 kt-765 yd(699.51 m)
- ミッドウェイ級航空母艦
  - 30 kt-990 yd(905.25 m)
- アラスカ級大型巡洋艦
  - 870 yd(795.52 m)
- デモイン級重巡洋艦
  - 模型：20 kt-750 yd(685.8 m)、30 kt-835 yd(763.52 m)
- バッグレイ級駆逐艦
  - 30 kt-880 yd(804.67 m)
- ベンソン級駆逐艦
  - 30 kt-960 yd(877.82 m)
- フレッチャー級駆逐艦
  - 30 kt-950 yd(868.68 m)
- アレン・M・サムナー級駆逐艦
  - 30 kt-700 yd(640.08 m)
- ネルソン級戦艦
  - 670 yd(614.64 m)
- キング・ジョージ5世級戦艦
  - 14.5 kt-930 yd(850.39 m)
- ヴァンガード級戦艦
  - 全速力-1025 yd(937.26 m)

回避運動中の大和を上空からとらえた写真をみると、周囲の海面が盛り上がっているのが分かる。巨艦の小回りの効きの良さを裏付ける写真である。マリアナ沖海戦、レイテ沖海戦、呉軍港空襲で大和は米軍機の投下する魚雷、爆弾の多くをかわす事に成功している。
一方で追従性に関しては転舵後に艦首が振れ出すまでの時間が非常に長く、90秒を要した。池田貞枝（武蔵航海長）は100秒と証言している。1943年に大和航海科少尉だった佐藤清夫（後、野分航海長）は一度だけ大和を操艦し「船体が巨大なタライのようで艦首がまわらず、回りはじめると所定の針路に戻せない」と述懐している。また回頭すると速力は急激に落ちる。公試では12ノットで転舵を命令しても艦首が動き始めるまでに約40秒が必要であり、急降下爆撃機や潜水艦魚雷の回避には1分前から転舵する必要があると問題視された。艦型は簡単に変えられない以上、舵の性能に頼るしかないが、舵面積は排水量に比較して相対的に小さく、建造に携わった牧野茂は面積の増大を行わなかった事を悔いている。針路安定性については不明。なお、上記の3要素に港湾などでの取扱い易いさを示した低速での操縦性能や停止性能などの要素を加えて艦船の運動性能は評価される。
最上甲板
最上甲板を真横から見ると、第1主砲塔を底とする波型をしている（「大和坂」と呼ばれた）。これは艦上構造物で最も重量のある砲室の位置を下げて、重量軽減と重心降下を狙ったものである。しかしそこから艦首部に大きなシア（甲板の反り）をつけてはいるものの、それでも大和型の最上甲板艦首部は艦の規模から見れば低く、そのため艦首船体の外板を最上甲板に向かって百合の花弁状に反り返るように広げる形とし、凌波性を高めている。また高い乾舷は予備浮力を多く保持する事に役立った。信濃、111号艦では凌波性を重視してこの反りは緩い物に設計が変えられた。台湾檜をしきつめた木甲板の下に、舷側側35mm、中央部50mmのCNC甲板が張られている。
復原性
友鶴事件、第四艦隊事件の教訓を反映して設計された大和型は復原性、凌波性共に優れていた。スラミングが多発する波長や、大抵の荒波の波長より艦の全長が長い事もあり、強風や荒波での戦闘は特に有利だったと思われる。
檣楼（前部艦橋）
従来の、斜め支柱で支えた柱に櫓を組み合わせた日本戦艦檣楼（パゴダ・マスト）と異なり、46cm主砲の爆風対策もあって完全閉鎖型となった。設計に先んじて、戦艦比叡を改装し、測距儀の位置、構造などを試験し、さらにモックアップ（実物大模型）を作って、必要最小限の大きさにまとめる努力がなされた。前側面部が数箇所えぐられた形状になっているのは、射撃指揮装置や対空火器の視野を広くとるためである。施工に際してはブロック工法が採用され、何分割かされたものを陸上で作り、艤装時に接合した。能村（レイテ沖海戦時、大和砲術長）によれば、従来型日本戦艦艦橋に比べて安定性が劇的に改善され、主砲の発砲でも震動を感じなかったという。
艦橋は中甲板から13階、露天甲板から10階建てである。作戦行動上主要な室は毒ガスにそなえ気密構造になっていた。構造的には中心部の二重の筒で全体を支えている。構造支持の内筒は直径1.5m、20mmDS鋼鉄で、内部には電線や配線が通り、最上部に主砲射撃装置がある。内筒と外筒の間に階段と三菱製のエレベーターが通っている。3人乗り、または4-5人乗りという説が多いが、終戦時に図面が焼却処分されていることもあり、関係者の証言のみで詳細は不明である。エレベーターは上級士官のみ利用できたが、例外として艦橋横（第二艦橋上方、副砲射撃指揮所後方）の九三式十三粍機銃（13mm連装機銃）の銃弾運搬員と、第一艦橋付近に待機所があった飛行科搭乗員も利用を許されたという証言がある。千早正隆(武蔵艤装員)によれば、長官公室のある中甲板から第一艦橋までを結び、スピードが速い上に増速・減速装置の効果がいま一つで「慣れた者でも一往復すると気分が悪くなる」という性能だった。土肥一夫(連合艦隊参謀)は2人乗りと回想している。1943年「武蔵」に昭和天皇が行幸した際には、古賀峯一連合艦隊長官と天皇が二人きりで艦橋エレベーターに乗り、古賀は若手士官のようにエレベーターを操作したという。
檣楼上部が第一艦橋、檣楼下部に第二艦橋（夜戦艦橋）、その下部に厚さ500mmの装甲で覆われた司令塔がある。司令塔は操舵室、防御指揮所、主砲司令塔射撃所（主砲用旋回方位盤設置）の三区画にわかれている。能村の回想にあるように、戦闘中の副長は防御指揮所にいた。司令塔の上部に第二艦橋があり、内部構造は第一艦橋とかわらない。その上に、副砲射撃指揮所、電探室、伝令兵待機所、艦長休憩室甲板、作戦室の各種部屋と階層があり、第一艦橋に至る。水上戦闘時、艦長や司令官はここで指揮をおこなう。艦橋の特殊ガラスは戦闘中の飛散防止のために降ろすことも可能だった。
檣楼屋上部分には航空機からの攻撃に備えて艦の全周が見える防空指揮所（露天）をもうけ、中央に羅針儀、周囲に20cm双眼望遠鏡が8基備え付けられている。空襲時には、艦長、高射砲長、見張長はここで指揮を執り、伝声管と電話で各艦橋や高角砲射撃盤室と連絡を取った。防空指揮所の高射長付伝令6名は、1人5台もの電話を受け持っていた。檣楼の最上部分には、主砲用の15.5メートル測距儀と、円筒形に主砲射撃指揮所が設置された。
檣楼外周には、信号燈、機銃群を管制する九五式射撃指揮装置、九四式高射装置、哨信儀（赤外線モールス信号通信装置）、探照灯、旗甲板など、各種装置が設置されている。武蔵の艦橋写真からも見てとれる。
大和型では閉鎖式の筒となっているが、ドイツ海軍ではポケット戦艦「グラーフ・シュペー」のラプラタ沖海戦における戦訓から、一般に戦闘艦橋を開放式となし、グラーフ・シュペーの同型艦「アドミラル・シェーア」などでは改装もしている。一方で、大和型戦艦と同時期のアメリカ新造戦艦もすべて閉鎖式である。砲撃時の安定性向上に貢献した閉鎖式筒状構造だが、戦艦武蔵では悪い方向に働いたことがある。1944年10月24日のシブヤン海海戦において午後2時ごろに武蔵艦橋の防空指揮所甲板に250kg爆弾が命中、爆弾は第一戦闘艦橋甲板を貫通し、作戦室を貫通したところで炸裂した。この爆風が第一戦闘艦橋に逆流し、航海長をはじめ37名が即死、人体が第一艦橋内の壁に付着するという惨劇が生じた。この損傷では、武蔵が救助していた高雄型重巡洋艦「摩耶」（前日沈没）の副長と軍医長も戦死している。猪口敏平艦長は防空指揮所甲板で負傷、加藤副長は第二艦橋におり無事だった。
なお、建造当初からの大和と武蔵の相違点とされるのが前部檣楼の背面にある外部昇降ラッタル（梯子）の形状である。大和のそれには踊り場があるが、武蔵にはない。両艦とも外部昇降ラッタルは下士官兵専用だった。また竣工時点では、武蔵に第一艦橋の左右に18cm双眼鏡用の大型スポンソンが設けられたが、これは実績がよかったので、のち大和にも設けられている。
マストと後部四番副砲塔の間に予備指揮所（後部艦橋）があり、10m測距儀と九八式方位盤照準装置改一が設置されていた。前部艦橋の予備という観点から、副砲射撃指揮所も含めて第一艦橋と同じ機器を備えている。一番・二番主砲塔と三番主砲塔が別の目標を狙う場合には、予備指揮所が三番主砲塔の照準を担当する。煙突とマストの存在から後部警戒が手薄になりがちな前部艦橋防空指揮所の機能を補い、大和型戦艦後方を監視する役目を担っていたという。

### 機関
機関
タービンは、昭和6年度（1931年）計画の初春型駆逐艦に搭載された、艦本式高低圧タービン（1軸当り21,000馬力）を、長期信頼性向上のため約90%に定格下げし、4軸組み合わせて、12缶搭載で合計150,000馬力としていた。もし出力制限をしていなければ、168,000馬力となるが、これは大和型の過負荷全力時出力とほぼ一致している。
大和型の機関については、当初ディーゼル機関のみという計画案もあったが、ほとんどの案はディーゼル／タービン併用艦として作成された。航続力に対する燃料経済の問題として、併用が望ましいとされていたからである。しかし、剣埼型潜水母艦などに試験的に搭載されたディーゼル機関が、不完全燃焼や異常振動のために度々問題を起こすなど信頼性が低く、最終的に「国運を左右する重大な艦に何かの間違いがあってはならない。機関トラブルで機関換装のため長期間ドック入りするようでは困る」という意見もあり、低圧設定の蒸気タービンとして、信頼性を重視した。万一機関に大問題が発生すると、大和型戦艦のバイタルパート中甲板装甲を撤去して換装しなくてはならないからである。ただし、遠藤昭は大和搭載用ディーゼル機関と同じ機関を搭載した水上機母艦日進が、ガダルカナルの戦いにおいて活躍をしたことを根拠に、平賀譲の私情で廃止に追い込まれたと批判的な推測を行っている。また、オールタービン搭載艦は最初の20万馬力案でも検討されており、タービン＝保守的というわけではない。牧野茂は平賀の私情という説を否定している。艦の重心を低くするためには、主砲塔を出来るだけ低い位置に設置する必要があった。第3主砲塔の下側に4本のスクリューシャフトが通っているために、機械室のギアを工夫することによって特に低い位置にシャフトの軸が設定された。
機関配置
推進軸1軸に対して機械室1、缶(ボイラー)3基がセットで割り当てられた。缶・機械はすべて独立した区画に設置され各ボイラーが1基ずつ防水区画を持つという、他に例をみない贅沢な配置をしている。これは一つの罐が損害を被っても、他の罐に損害をあたえないためである。12室の缶室には全て操作室が設置されていた。機関を4列に並列設置したため大和型戦艦の水中防御区画の横幅自体は、伊勢型戦艦・長門型戦艦の約9m、テネシー級戦艦（改装後）の7mと比較すると5.2mに留まった。米国のアイオワ級、英国のヴァンガードなどは推進軸4軸のうち内側と外側の各2軸に対応する機関室とタービンを各々前後に分離するシフト配置を採用し、大被害を受けた時にも航海能力を失わないように配慮されている。そのため少し間を置いた直立二本煙突を有し、その周囲に艦上構造物が積み上げられており、視認性、被弾率、小型軽量化という点では一歩譲る（シフト配置はその性質上、艦の全長が長くなりやすい）。アイオワ級に至ってはエンジンルームだけで全長の1/2を超える長さとなっている。なお、未成に終わったモンタナ級の機関配置はアイオワ級と異なり前部機械室と補機室の両舷に罐室を並べるものであり、この配置は細分化した罐室で機械室を挟む形となることから艦幅が増えるものの、防御区画や罐室が損傷しても浸水量を抑えられ機械室が被害を受けにくい配置としてミッドウェイ級航空母艦で採用された。
大和型に関わった海軍造船官の一人である牧野茂は、「大和の弾火薬庫甲鉄配置や機関室配置の考え方が多分に重巡に範を取った観があり、美点も欠点も引き継いだように見られる」「特に機関室を1機1室1ボイラー1室としたことは、被害極限の思想で考えると、非対称区画の被雷浸水時に極めて危険であることに留意が欠けていた」と述懐している。
ただし、4列の並列配置によって内側の機関室はきわめて破壊され難かった。魚雷20本、急降下爆弾10発以上を受けた武蔵においても、中央の2つの機械室には浸水は無くコロン湾への退避行動を行えた（運転できたのは1軸のみ。第二機械室は蒸気管破損のため、機械室に人間が入れない状態になった。残る第三機械室は沈没直前に浸水拡大のために停止）。大和においても、片舷の機関室は傾斜復旧のために注水、反対側外側の機関室は魚雷によって浸水したが、その内側の機械室は、転覆時にもまだスクリューは回っていた。航行能力を末期まで残したのは、4列にした機関配置と集中防御によるところが大きい。また5.2mの水中防御区画には、他艦には無い50 - 200mmのNVNC甲鉄の厚みの装甲板が艦底まで延びて設置されており、外側の機関室やボイラー室も魚雷の直撃を受けても、一発では浸水に至らなかったケースもあり、他の艦と比較して決して脆弱とは言えない。
機械室は、前後方向にややシフトされて配置され、内側の第二機械室・第三機械室の後部に復水機室が設置され、4つの機械室を経由した蒸気が集められ艦底から取水された海水で冷却される構造となっていた。外側の第一機械室・第四機械室の前部には水圧器室が設けられていた。機械室には高圧タービン・低圧タービン各2基が、向かい合わせに配置されていた。
スクリュープロペラ
大和・武蔵はマンガン青銅鋳物、直径5m、重量21.7t、三枚翼のものを4基装備していた。出力最大時には一分間に230回転（毎秒4回転）する。一般的な船舶同様、大和型戦艦でも右舷プロペラは右回り、左舷プロペラは左回りである。信濃以降については直径5.1mに拡大されピッチも変更された。
燃料搭載量
大和型は、16ノットで7200浬の航続力を持つように計画されたが、基準速力公試の結果から、満載燃料6,300トン（英トン　日本で多く使われるメートルトンでは6,401トン）の状態では16ノットで11,000浬以上の航続力を持つと計算された（19.2ノットで8,221浬、全速27ノットでは2,956浬というデータもある）。
大和型は、公試基準速力15.91ノットの状態で毎時重油消費量7.71トンの性能を有している。満載重油庫量は前述の通り6,300.14トンだが、庫内の燃料全てを使うことは構造上できないため、実際に使える燃料は算定標準重油庫量で定められた、5,985.133トンである。この5,985.133トンを毎時重油消費量7.71トンで割った、航続可能時間は776.2時間。これに公試基準速力15.91ノットをかけた航続力は12,350浬となる。これが16ノットで11,000浬以上という数値の内訳である。
つまり、設計上求められた航続力を満たすには、4,200トンの搭載燃料で充分ということが判明したのである。これは、万が一航続力に不足が生じては大問題という判断から、艦艇基本設計責任者である福田技術大佐の知らぬところで、機関設計者の首脳陣が「余裕」を持たせた結果であった。この結果、艦が必要以上に大きくなった。松本喜太郎によれば、過剰な航続力については、これを予備浮力の増大、副砲防御強化の代償重量とする対応が取られ、燃料搭載量の減少が図られた上、影響の少ないものについては重油庫配置の変更も実施した。

### 主砲

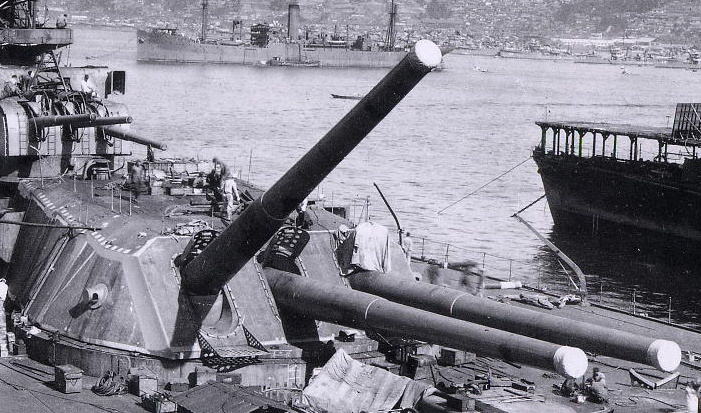
大和の主砲の45口径46cm3連装砲

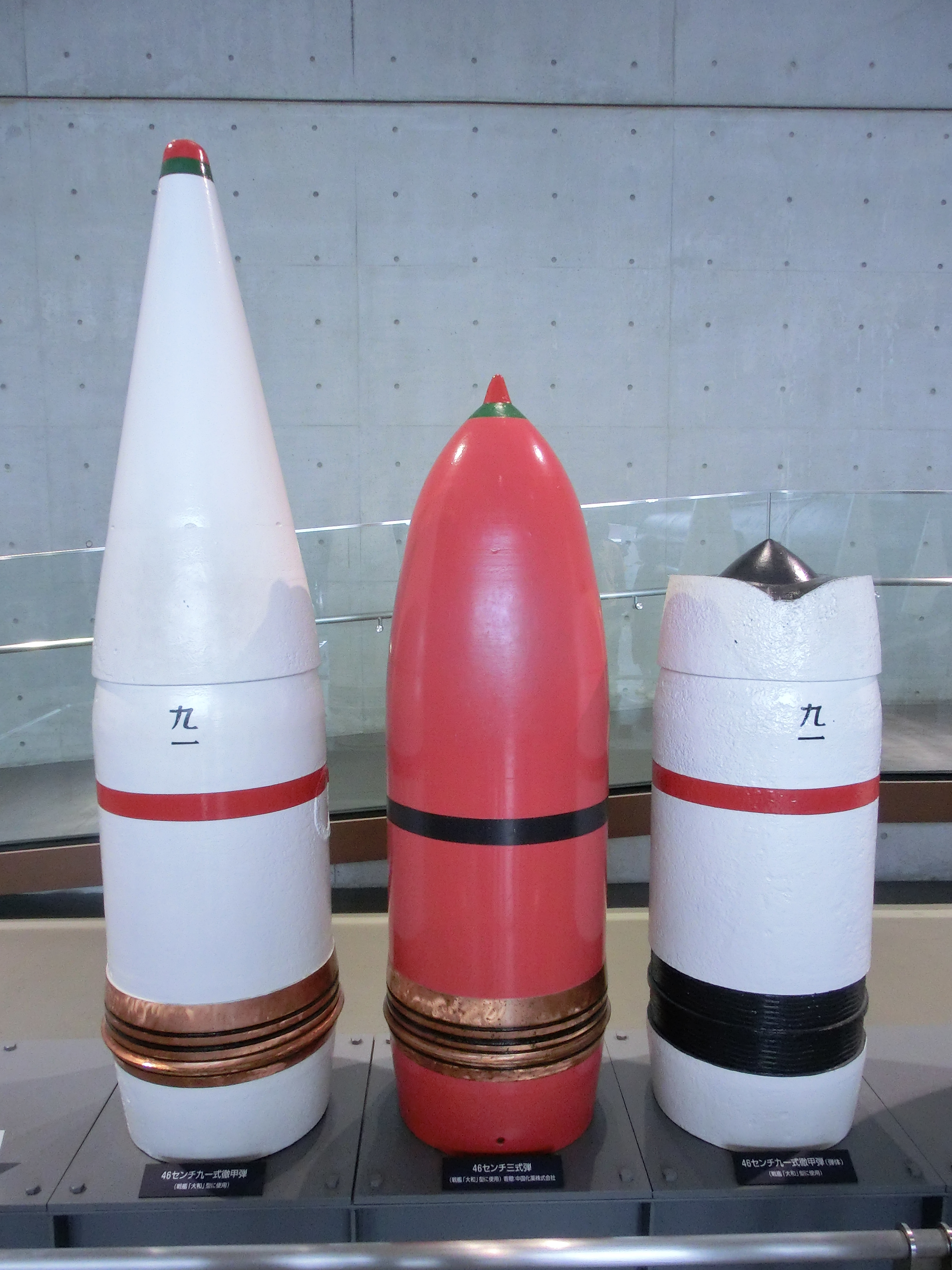
大和の46cm主砲弾

45口径46cm3連装砲を艦橋の前に2基、後ろに1基の計3基9門を搭載している。
大和型最大の特徴と言える46cm砲は、海軍の要求や海外の情報から様々な案が検討された。

#### 搭載の経緯
巨砲により敵をアウトレンジする思想は帝国海軍に早くから根ざし1910年（明治43年）巡洋戦艦金剛に当時世界最大の36センチ砲を採用したときに始まる。長門に41センチ砲を搭載し48cm砲を試作したところでワシントン軍縮条約により休眠状態に入った。
1930年（昭和5年）ごろから再び46cm砲の研究が関係者の間で秘密裏に進められ1933年（昭和8年）より開発に着手した。
1935年（昭和10年）4月から砲身、砲架、砲塔基本計画が開始され、1936年（昭和11年）6月より砲架の製造が始められ10月には砲塔の一部試製が実施された。そして新戦艦には41cm砲よりも弾道性に優れ、短時間に決定的打撃を有利とする46cm砲を搭載すべきと結論付け、軍令部第一部の裁可を得た。また機密保持のため「九四式四〇センチ（サンチ）砲」と呼称した。戦中のアメリカは大和型の主砲口径について確証を得ることができず、長門型と同等の40cmを有力視しつつも、46cmの可能性も考慮していた（詳細は後述）。アメリカ側が詳しい口径を知るのは戦後の事であった。

#### 特徴

##### 射程
大和型戦艦が搭載した45口径46cm3連装砲の最大射程は42,026mで、米国の同世代戦艦ノースカロライナ級、サウスダコタ級の搭載する40.6cm45口径砲 Mk.6の射程距離33,740m、40.6cm50口径砲 Mk.7を搭載したアイオワ級の射程距離38,720m、英国のキング・ジョージ5世級が搭載した35.6cm45口径砲の射程距離37,100mなどを上回っていた。後述するアウトレンジ射撃の項目に書かれている通り、水平線を越える射撃には航空機による観測が必要であった。46cm砲弾は、初速780m/秒(2,808km/h) で発射され、距離20,000m（仰角12.43度、落角16.31度）では522m/秒、30,000m（仰角23.12度、落角31.21度）では475m/秒（時速1,710km/h。音速の1.4倍）で着弾した。主砲を最大仰角45度で発砲した場合、弾丸の高度は距離25km付近で11,900mに達し、一時亜成層圏に達する。砲塔の旋回速度は毎秒2度（3度説もある）、砲の俯仰速度は毎秒10度（8度説もある）とされている。なお、凌波性向上のために、艦首に強いシアーを付けたため、1番砲塔は前方射撃（正面より左右へ各30度）では、仰角5度以下での発砲が行えなかった。砲身は200発の発射で交換することになっていたが、これは砲身そのものではなく、傷ついた内筒のみである。船体の傾斜角度が5度を超えると、砲塔が旋回できなくなったという。
46cm砲に対応した防御を備えた戦艦は他国に存在しないため、通常の戦闘距離で発射された砲弾が命中したなら、いかなる敵戦艦の防御をも貫通し得た。なお黛治夫元大佐が砲術学校教官時代に教材として作成した「廃艦所要弾数」では46cm砲命中で戦艦なら9-12発で廃艦となるとされた。これは戦前に行われた燃料や弾薬を搭載しない廃艦に対する実験射撃に基づいて作られた資料である。
世界最強の艦載砲といわれる46cm砲だが、サマール沖海戦後の戦闘詳報によれば、「主砲の発射弾数は170余発に過ぎず（中略）平素1門あたり4ないし5発の教練射撃でも、故障が絶無なることは希なるを常とする」という状態であった。同詳報はサマール沖海戦について「今回は海戦期間中、一度の小故障も起こさずに使用できた」と記載していることから、信頼性に問題があると認識されていた。
1944年6月2日に大和・武蔵が距離35,000mで実施した砲撃訓練(射法は一斉打ち方)で砲弾の散布界が800m - 1000mと大きくなってしまい問題となった。だがその後の訓練により9月に行われた距離35,000m～36,000mの目標に対する全砲による斉発射撃訓練で、散布界300m（遠近）に縮小し、9月27日の砲術研究会でも「散布界著しく縮小」と報告されている。
信濃の三番砲塔を調査した米軍は「日本独自のもので、英米戦艦より簡略な構造で機能する。作業の安全性と迅速性は作業員の訓練に依存し、全体的に安全に関する過剰な要素が設計に含まれ、非常に重い」「保守管理に大量の潤滑油が必要」と評価している。しかし、戦艦クラスの大口径砲では諸外国でも同様に故障が発生している。たとえば、米アイオワ級戦艦においては、主砲弾の爆発事故が起きており多数の死傷者を出している。また、レイテ沖海戦における10月25日未明のスリガオ海峡海戦では、西村艦隊を迎撃した米第7艦隊の戦艦6隻に様々な故障が生じ、ウェストバージニアと カリフォルニアでは数基の砲塔が射撃不能になっている。イギリスにおいてもビスマルク追撃戦において、各戦艦が頻繁な主砲の故障に悩まされている。

##### 発射速度
46cm主砲の装填速度は29.5 - 30.5秒とされている（下記）。つまり最大仰角45度で発砲した場合は、装填角度の3度から45度に砲身を上げるのに4.2秒、下ろすのにも4.2秒かかるため、次弾発射までに単純合計で37.9 - 38.9秒を要する。これが通説における発射速度40秒/発である。想定戦闘距離である30,000mであれば、砲身の俯仰にかかる時間が減るため、34 - 35秒程度（通説による発射速度1.8発/分である）、20,000mであれば32 - 33秒/発程度で発射可能と考えられる。しかし、遠距離射撃においては着弾観測における修正必要度が高いため、この速度で砲撃を行うわけではない。黛治夫によれば、30,000mで射撃すると、弾着するまで50秒かかる。初弾弾着を観測したのち修正を行い、第一射撃から約1分で第二射撃を行う。同様に砲弾の飛翔と観測・修正を繰り返し、3分後に第三射撃を行う。たとえ30 - 40秒/発で装填が完了していても、弾着の修正を行わないまま撃っては意味がないからである。黛は、大和型が第一命中弾を出すまでに必要な時間は5分と計算した。
大和型戦艦の装填速度29.5 - 30.5秒/発は、ビスマルク級戦艦の26秒/発（仰角4度。ただし、装填角度は2.5度）や米新型戦艦のマニュアルにある30秒/発と大差ない。とはいえ、米戦艦ノースカロライナは訓練により、マニュアルの半分である15秒/発を実戦で記録している（ナウル島への艦砲射撃のケース。だが人身事故の発生もあり、瞬発信管装着の際には特に「安全上の見地から、発射時間を遵守」の旨の指示が砲術長より出されてもいる。また機構的には長門型戦艦も16秒/発で装填することは可能）。こうしたことからも、発射速度は訓練度や戦況で左右される可能性のあるものであり、目安でしかない。
現実に、実戦において各国戦艦はカタログ上最速速度ではなく、1分/発程度で砲撃を行っていることが多い。つまり、通説で語られる「米国のアイオワ級戦艦の射撃速度が30秒/発とされているので、40秒/発の大和型戦艦よりも手数で有利」のように、単純に論じられるものではないが、大戦中にそれだけ使用できなかった事も事実である。下記に主砲の発射に要する時間の一例を列記する。
Firing cycle at +3° elevation
1. Open breech : 2.0-2.5sec
2. Move shell loading bogie forward : 3sec
3. Ram shell : 3sec
4. Withdraw rammer + return bogie : 5sec
5. Moving charge cylinder + rammer load position : 3sec
6. Ram charge : 3sec
7. Withdraw rammer : 3sec
8. Return charge cylinder + rammer : 3sec
9. Close breech : 2sec
10. Recoil and run-out : 2.5-3sec

Total : 29.5-30.5sec
Elevating speed max : 8°/sec
Training speed max : 2°/sec

##### 砲弾

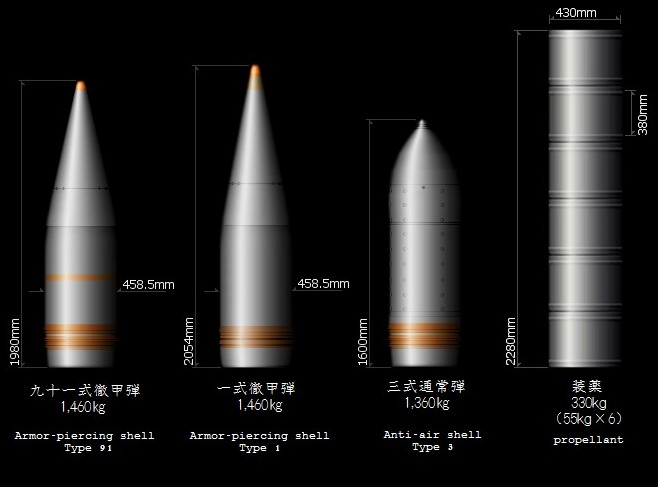
各種砲弾および装薬

九一式徹甲弾、内部構造図

大和型戦艦を含む当時の日本戦艦・巡洋艦は、対艦用として九一式徹甲弾およびその改良型である一式徹甲弾を、対空用（および対地・対軽装甲艦船用）として零式通常弾および三式通常弾を搭載していた。46cm砲の場合、砲弾全長は九一式が約2m、三式弾が1.6m。砲弾重量は九一式および零式弾が1,460kg、三式弾が1,360kgであった。1門の搭載定数は当初100発、1砲塔300発が考えられたが、実際の設計では1門あたり120発＋訓練用砲弾6発に変更された。
九一式徹甲弾は水中弾道を考慮して開発された物だが、適切な砲戦距離が必要であるため実戦で命中した例は少なかった｡また弾体強度の不足から、砲弾径の9割以上の厚みがある表面硬化装甲に対し、撃角25度以上で命中した場合に破砕されてしまうという問題があり、大和型戦艦では被帽の取り付け方法を是正している。
一式徹甲弾では、上記の被帽取り付け方法の改善に加え、弾頭部への染料充填を行ったとされている。能村によれば、大和は無色、武蔵は水色、長門は桃色であった。このほかに弾体強度を強化したという説もあるが、定かではない。また染料の充填は、一式徹甲弾以前の砲弾でも広く行われていた。
零式通常弾は榴弾、三式通常弾は榴散弾である。信管はいずれも調停秒時を0秒（瞬発）から55秒まで可変で設定可能な零式時限信管を使用した。炸裂時の危害半径は零式弾の方が大きく、どちらがより有効かについては当時の資料でも意見が分かれている。零式・三式通常弾とも、制式採用は1944年（昭和19年）であったが、1942年（昭和17年）中期以降から、限定的に実戦使用されていた。
大和の主砲弾は、日本各地に数は少ないが保存されており、実物をみることも出来る。清水芳人（大和副砲長）が名古屋市護国神社に奉納したものは、実物とされる。

##### 照準機構
主砲管制射撃の要となる九八式方位盤照準装置（戦艦比叡に先行搭載し、性能を確認したもの）は、艦橋最上部の主砲射撃指揮所（トップと呼ばれた）に設置されている。敵との距離、敵の速度等を測定する測距儀はその下にあり、日本光學製で、艦載用としては世界最大の15.5mの基線長を持ち、一基で三つの距離データが得られ、その平均値がとられた。以上の機器から得られた、基準方位、彼我の距離、双方の速度に加えて、地球の自転速度、風速、気温、湿度、装填される火薬量などの数値を入力して、最終的な敵艦の未来位置に向ける主砲の仰角、方位の修正値を計算する射撃盤（九八式射撃盤改一、一種の機械式アナログコンピュータ）が、船体の装甲内、第一砲塔と第二砲塔のあいだにあった第一発令所に設置されていて、重さは4tあった。九八式射撃盤改一は計算射程50,000m、実用射程41,300m、敵艦速力40ノット、自艦速力35ノットまで対応していたが、地球の自転に対応する関係から、作戦海面を北緯55度、南緯20度以内（サハリンの北端からニューカレドニア島まで）に限定して調整されていた。砲塔側の方位、仰角の受信は角度通信機（セルシン）で行われ、斉射の引き金は主砲射撃指揮所の方位盤にあった。
九八式方位盤照準装置を設置した主砲射撃指揮所は、後部艦橋として予備が設置されている。ただし後部艦橋の測距儀の基線長は10mである。また、各砲塔にも15.5m測距儀が一基ずつ、加えて潜望鏡式照準鏡が設置され、砲塔単独でも射撃ができたが、方位盤を用いた管制射撃より照準に手間がかかり、位置が低いので遠距離は測定できなかった。また、司令塔にも、前部主砲のみに対応した潜望鏡式の簡易な方位盤照準装置が設置されている。
方位盤は防振架台の上にあったが精密機械だけに衝撃には弱く、武蔵はレイテ沖海戦で、前檣楼トップの主砲指揮所の射撃盤が一発の魚雷命中の衝撃により旋回不能となっている。レイテ沖で武蔵と運命を共にした艦長猪口敏平少将の遺書には耐衝撃性を上げるよう改善する必要があると記されている。

##### 搭載レーダー
最初に電探を装備したのは武蔵で就航して直ぐの1942年(昭和17年)9月に二一号電探が15ｍ測距儀の上に装備された。大和は1943年(昭和18年)7月に二一号電探を測距儀上に装備し、同時に前二二号電探も前檣楼上部両側に2基装備した。武蔵も同様に二二号電探を装備する。さらに1944年に入り大和の後檣に一三号電探2基を取り付け全部で5基の電探が設置された。
二号一型電波探信儀（二一号電探、対空見張用）
1942年（昭和17年）10月、武蔵の電探の調整と操作訓練を行っていたところ武蔵砲術長が水上射撃にも使えるよう要求した。本来射撃用の精度は無いが応急的に改造することになった。ブラウン管は80ミリだが改造により目測で500ｍ程度の誤差で目標を補足し遠距離なら測距儀と同等程度の精度が出せるだろうという判断だった。しかし実際に作動させて比較すると電探は1000ｍもの誤差が生じ、同艦の15ｍ三重測距儀の誤差150ｍと比べて大幅に劣っていた。報告書は海軍技術研究所に送られた。1942年10月28日の最初の砲撃実験では衝撃により多数の部品が破損してしまい主砲射撃の衝撃に耐えるように各部の改造が実施された。
1943年（昭和18年)8月完成、波長150cm、出力5kW、測距精度1-2km、測角精度3-5度、重量840kgで、航空機編隊を120km、単機を70kmで探知する能力を持っていた。。
二号二型電波探信儀（二二号電探、対水上見張兼射撃用）
当初は受信機の作動が非常に不安定であり、空中線の切替装置も不完全であったが、1943年7月の大和での実験では、戦艦35km、駆逐艦16km、潜望鏡5kmで探知、副砲弾が15000mで着弾した時には水柱も確認している。しかし依然として取り扱い困難であった。
1944年1月にオートダイン式受信機が完成し7月に各艦艇への装備が行なわれた。更に8月に鉱石検波スーパーヘテロダイン受信機が完成し安定化対策が成功し、洋上でも機器を最良状態に調整できる様になった。そこで研究技術陣を南西方面に急派し昭商（シンガポール）工作部で全艦隊に新受信機の工事を行なった。
1944年（昭和19年)9月完成、波長10cm、出力2kW、測距精度500m、測角精度3度、重量1,320kgで、戦艦を35km、駆逐艦を17kmで探知する能力を持っていた。。
一号三型電波探信儀（一三号電探、対空見張用）
小型軽量で信頼性も高かった。
1943年（昭和18年)3月完成、波長200cm、出力10kW、測距精度3km、測角精度10度、重量110kgで、最大有効距離は航空機編隊120km、単機60kmであった。
三号二型電波探信儀（三二号電探、対水上射撃、大型艦または陸上用）
1944年（昭和19年）3月、海軍省で「水上射撃用電波探信儀対策会議」が開かれ従来の電探の重量容積の制限を全て撤廃することとなった。研究陣は全力を挙げ8月に試作を完成させ軽巡木曽で試験を行った。完成時に日本艦隊の大部分はシンガポール方面に集結しており大型の電探を南方に輸送する手段は無く艦艇に装備することはできなかった。
1944年（昭和19年)9月完成、波長10cm、出力2kW、測距精度100-250m、測角精度0.5度、重量5,000kgで、戦艦を35kmで探知する能力を持っていた。
実戦での成果
レイテ沖海戦までは「電探射撃は、距離測定はともかく、方位角測定が当てにならないので、難しい」とされていた。だが、サマール沖海戦後の戦闘詳報では、航空機、もしくは味方水上艦艇の観測補助があるという前提の上で、大和の電測射撃について「主砲の電測射撃は距離20キロ程度にあった目標（護衛空母または駆逐艦）に対して実施、精度良好（方位誤差3度以内）で射撃手段として有効と認められる」との戦訓が出されている。
サマール沖海戦において大和は煙幕越しに電測射撃を行っている（主砲射撃手の村田兵曹長の手記に記載あり）。しかし、村田においても大和においても、初のレーダー単独測距の射撃であり、戦果の確認方法が無かったため、数回の砲撃で攻撃を中止している。砲弾が至近距離に落下したという米側の記載もあり、精度はある程度出ていたという説もある。

#### 砲塔
三連装砲塔が三基設置されている。設計に当たっては基礎条件がおおむね定められていたが、その一つに発射速度を1分に2斉射（30秒に一発）とすることが含まれていた。従来の艦載砲では、1分間に2斉射とすることは戦闘射撃では5、6発までは可能であったが、それ以後は弾庫及び火薬庫内の運弾及び運薬の点から、発射弾数につれて斉射間隔が徐々に伸びて行くことなどの問題があった。そこで弾丸や装薬の格納・運搬、揚弾、揚薬装置に関する部分の設計には新方式を取り入れることになった。弾丸の格納・運搬に関しては、従来は砲塔の固定部に弾庫を設けて砲塔旋回部に運弾していたが、46cm砲では搭載全弾数の約半数を旋回部にある上下二段の給弾室に縦置きに格納し、運弾は一列に並んだ弾丸を水圧装置で一挙に前進させる仕組みであった。揚弾は揚弾筒を用いた一段ずつの押上げ式を採用して速度を向上させた。装薬の格納・運搬はそれまで造船設計者にはあまり考慮されず、運搬担当者の疲労などの問題があったが、46cm砲では軽合金製円筒型火薬缶を固定部の火薬庫に収納し、取り出しを容易にするため前方に傾斜をつけて7段に積み重ねるなどの工夫を行い、能率の向上を図った。揚薬装置は釣瓶式として、揚薬筐を巻き上げ機で給薬室から砲室まで一気に上昇させる方式に改めた。弾丸及び装薬の装填装置にも改良が施された。従来の大口径砲の弾丸と装薬の装填装置は共通の一装置であり、装填にあたっては弾丸を一操作、装薬を二操作の計三操作であったが46cm砲では弾丸・装薬を一操作ずつ、計二操作で終わることになり、発射速度の向上に寄与した。
動力には艦政本部第5部（機関部）が、スイスのブラウン・ボベリ社から購入したタービン駆動多段遠心喞筒（ポンプ）を独自に改良したタービン喞筒が用いられた。砲塔部の開発研究が始められた1935年10月頃、海軍きってのタービンの権威と言われた北川政技術少佐以下数名が中心となり、広海軍工廠に保管されていた吐出圧力70kg、吐出水量40kg/時の力量のタービン駆動多段遠心喞筒に対して、さらに徹底的な実験研究を行った上で、種々の改善を重ねて整備した。1000水馬力の喞筒が試製された後、1937年に曽我清機関少佐に研究は引き継がれ、目標の5000馬力に相当する1200kg/時を達成した。数次の改造の後、軍艦「比叡」に搭載され、36cm砲塔の動力として実用実験を実行し、その結果がおおむね所期の通りとなったため、引き続き供用の喞筒を「大和」「武蔵」用として、一艦当たり四基（一砲塔一基ずつと予備一基）、合計八基を完成した。砲身の俯仰様式は各砲身が速度八度/秒で俯仰した。大和型戦艦のタービン喞筒は、砲塔旋回部重量約2510トンを戦闘に支障なく旋回させ、所期の性能と信頼性を十二分に発揮した。戦後、日本海軍の砲熕技術を調査したアメリカ海軍技術調査団は、この水圧喞筒に驚嘆したと言われる。
砲塔旋回装置は砲の口径が大きく、且つ三聯装で旋回部に弾丸を多数格納するので、一個砲塔部の重量が従来の大口径砲に比較して甚だしく大きかった。旋回装置の設計の難点は、この大きな重量で全速で旋回している砲塔を、急に停止したり反転したりする場合に鋭敏に作動させることや、左右砲のいずれかが発砲した場合、その反動で砲塔が旋回するのを阻止することであった。設計担当者の斎尾慶勝技術大佐（のち中将）は、辻豊・川瀬義重両技師らの献身的な協力を得て、長い期間をかけてこれらの技術的な問題を克服した。また、従来の大口径砲塔の旋回装置は転舵、動揺中の射撃において、砲耳軸傾斜修正に欠点があったが、46cm砲塔では恐らく世界一と見られる主旋回装置（500馬力水力発動機）の他に約100馬力の整動機式の別個喞筒を設け、大動力を要する時にこの補助旋回装置を併用することによって修正の速度を改善した。
砲塔の旋回は180秒/1回転で、砲塔の構造は独創的で新形式が多かった。しかもその全てが大型・大重量で作業管理には苦労があった。砲身重量は165.76トン、旋回部重量は2265トン、固定部重量は299トンであった。

#### 主砲配置
主砲配置に対して、20種類に及ぶ案が検討された。大別すると
- 前方集中配置
- 連装主砲による前後配置
- 連装主砲2基と3連装主砲2基の混在配置
- 3連装主砲の前後配置

の4種類である。
前方集中は装甲を集中配置できるため、重量的に有利と考えられた。しかし、実際に検討して見ると分散配置と大差なかった。現実に集中配置を採用したネルソン級戦艦では、前方に重量物が集中したことにより、極端に操縦性が悪化し、艦隊所属のタンカーであるネルソル、ロドルの名前で揶揄されるほどであった。また、ネルソン級では発砲の爆風により、後方射撃時に艦橋など上部構造物にダメージが及んだとの報告があり、主砲射界の問題点もあるため、集中配置は採用されなかった。とはいえ、集中配置を採用したダンケルク級戦艦、リシュリュー級戦艦や利根型重巡洋艦では操艦性や爆風の問題は指摘されておらず、現実に採用された場合、どうなったのかは不明である。なお、連装砲塔は重量バランスに優れていたが、1門ごとの必要重量が3連装砲に劣っていたために採用されず、最終的に3連装3基9門となった。平賀譲は4連装砲塔と連装砲塔など、異種砲塔の組み合わせにこだわっていたという。
大和型の主砲は、散布界対策（3門同時に撃つと中央砲の弾が両側の弾から衝撃波を受けて弾道がぶれる）のため、九八式発砲遅延装置により左右2門発砲した後、一瞬おいて1門が撃つ機構となっている。この機構を最初に採用したのは20センチ連装砲を搭載する青葉型重巡洋艦であり、単装砲搭載の前級の古鷹型よりも散布界が大きくなった事から、砲弾の相互干渉の問題が発見された。ちなみに大和型戦艦の設計に参加した松本喜太郎は、砲支筒の強度について1砲塔あたり2門の同時発射に耐え得る強度であり、2門同時発射された際に反動力が砲塔機構で吸収された後、支筒に作用する力は3,468tと記載している。しかしながら、大和型の主砲設計に参加した大谷豊吉によれば主砲9門同時発射時の反動力は8,000tであり、すなわち2門同時発射時の反動力は約1,800t、3門同時発射時は約2,700tとなり、これらの反動力が砲塔機構で更に吸収されることを考えると、支筒強度上余裕を持って1砲塔あたり3門の同時発射が可能となる。

#### 主砲口径
口径という言葉には砲身の内径と砲身の長さ（口径長）の二つの意味があるが、ここではその両方について触れる。
1934年2月、海軍省は省内に「軍備制限委員会」を設置し、日本及び米英の砲製造能力を比較検討した。委員会は、どの程度の口径、砲身長を新戦艦に採用すれば良いかを検討し、米英についても条約開けに18インチクラスの砲を搭載した戦艦を建造してくる可能性を考慮していた。制限委員会では藤本喜久雄造船少将が20インチ（内径50.8センチ。日本海軍はメートル法できりのいい数字にするので51センチ）砲3連装砲塔4基、速力30ノット、ディーゼル機関という大戦艦を提案した。また、軍令部の一部にも20インチ砲採用を働きかける動きはあり、反対に量産性を考慮して16インチクラスにとどめる動きもあった。問題は、砲身材料製造上必要な鋼塊（インゴット）の製造技術に難があったことである。当時日本で製造可能なインゴットの大きさは160トンであったが、「軍備制限委員会」が作成した比較表によれば、20インチ50口径砲だと240トンの鋼塊が必要となる。原によれば当時の世界記録でさえ、1931年に米国ミッドベール社が記録した200トンであり、艦政本部第一部としては20インチ砲の製造を極めて困難と判断したという。
結果、総合的に勘案して46cm砲搭載に決まったが、パナマ運河の存在も影響を与えている（後述）。この間、過重装備の水雷艇が転覆した友鶴事件が発生して藤本造船少将が失脚し、平賀譲が軍艦設計に関与するようになる。
搭載砲を45口径砲（砲身の長さが内径の45倍）とするか50口径砲（同50倍）とするかでも計画時に議論がされている。一般的には、砲身を長くするほど砲弾の初速は大きくなり射程や貫通力が増すが重量増となる。
| 項目         | 項目            | 45口径  | 50口径  |
| 初速(m/s〜2) | 初速(m/s〜2)    | 780     | 820     |
| 最大射程(m)  | 最大射程(m)     | 41,400  | 44,000  |
| ------------ | --------------- | ------- | ------- |
| 甲鉄貫徹力   | 垂直（20,000m） | 566.4mm | 604.5mm |
| 甲鉄貫徹力   | 垂直（30,000m） | 416.5mm | 465mm   |
| 甲鉄貫徹力   | 水平（20,000m） | 167.6mm | 208mm   |
| 甲鉄貫徹力   | 水平（30,000m） | 231mm   | 249mm   |

原勝洋によれば、用兵側は50口径を希望したが、50口径の砲身製造のために問題となったのはやはりインゴットの製造技術であった。45口径では1門165トンの重量に対して50口径では200トンを超すと見積もられた。また、この重量増加は排水量の増加にも繋がることから45口径で充分と判断されたという。

#### 爆風対策
戦艦の主砲発砲時のブラスト圧は、甲板上の人間や搭載航空機などに甚大な被害を与えるため、対策が実施された。大和型戦艦の46cm主砲は特に凄まじく、長門型戦艦の毎平方cmあたり3.5kg（砲口から15m離。2門斉射）に対し、毎平方cmあたり7.0kgである。航空機破壊が0.5-0.8kg、人間が意識朦朧となるレベルが1.16だったことから、この数値が如何に凄まじかったかが分かる。実験では航空機が破壊されるほどで、試算の結果、主砲発射の衝撃波は甲板上のどこにいても人体に致命傷を与える圧力と判明した。大和型が艦載艇と艦載機を艦内に収容出来るように格納庫を配置したのはこの為である。計画時より爆風対策として航空機の格納庫を設けた例は、ドイツのビスマルク級や、フランスのリシュリュー級があるが、艦載艇用の格納庫まで設けたのは、現代に至るまで大和型だけである。
実際に武蔵の公試時に、モルモットを入れた籠を複数配置して主砲発射を行ったところ、爆風で半数以上の籠は跡形も無く吹き飛ばされており、残った籠の中のモルモットも爆圧により形を留めぬほどになっているなど、無事であったものはほとんどなかった。従って、主砲発射時には甲板上で体を露出している者（主に増設の機銃及び高角砲の要員）に対して主砲射撃指揮所から操作するブザーを鳴らすことで退避警告をしていた。1回目で甲板乗員は艦内に退避、2回目の長音の鳴り終わりと同時に発砲するという手段を執っていた。ただし、艦橋最上部防空指揮所の監視兵は退避しなかった。「武蔵」の射撃訓練に立ち会った左近允尚敏（海軍大尉、航海士）は、艦橋トップにいて主砲爆風を体感し、帽子を吹き飛ばされるところだったと回想している。また公試運転で主砲爆風実験に立会った兵員は「檻に入れた犬・猿が全部死んだ。ただ主砲が右舷を向いて発砲した時に左舷甲板にいれば平気だった」と述べている。トラック泊地での演習では、爆風に晒される兵は最初に耳に綿をつめ、その上に耳栓をして、さらに飛行帽子をすっぽりかぶって両耳を覆い、鉄兜をかぶって防御した。
爆風楯付き高角砲、機銃
高角砲・機銃には爆風楯が付けられたが、増設機銃・高角砲の一部には施されていない。むき出しの機銃に配置された兵員は、上記のブザーと共に衝撃に弱い機銃の照準器を取り外し、艦内に待避していた。そのため、対空戦闘では主砲発射に伴う要員の待避、爆煙による視界悪化、再配備（これには照準器の取外し、再装着の時間も含まれる）の空白の時間が出来てしまい、隙ができる可能性があった。また艦橋等よりはね出して設置された機銃、射撃指揮装置、探照装置の台座下部も構造支持材むき出しではなく（大和型戦艦以外はほとんどむき出し）、カバーで整形されているが、これもまた爆風で台座がまくれあげられないようにするためであった。
レイテ湾海戦における武蔵沈没時の戦闘では、戦闘時の騒音と興奮でブザーが聞き落とされ（あるいはブザーを鳴らし忘れ）、機銃員が避退せぬまま主砲が発射されて、死傷者が生じたという目撃証言がある。同海戦では大和でも主砲爆風による負傷者が出た。また沖縄特攻時にも、主砲が艦長の許可を得ずに発射された可能性がある。（詳細は後述）

#### パナマ運河通航制限について
米国は太平洋と大西洋に挟まれているが、軍艦建造の造船所は大西洋側に集中しており、建造された新造艦は通常はパナマ運河を通って太平洋側に出る。パナマ運河を通航するには艦幅を110フィート（約33m）以内に納めなければならなかった。
米国は当初条約型戦艦を建造するが無条約時代に入るとパナマ運河を通航可能な範囲で最も強力な戦艦を建造すると考えられた。艦政本部で研究したところ16インチ砲搭載艦なら50,000トンで速力33ノットが可能だが、18インチ砲搭載艦では60,000トンで速力23ノットとなり低速のため近代的な戦艦にはならないと結論付けられた。
パナマ運河の拡張工事も想定されたが、多大な経費と期間がかかり、さらに工事中は運河の通行に多大な支障を来すため、その直接間接の経済的損失を考慮すれば実施困難と判断された。
運河の通行を断念して大戦艦を建造する場合は、大西洋からの回航に南米回りの航路を使わざるを得ず、時間的な負荷がかかる。さらに大西洋と太平洋に所要の船渠を設け、ハワイ、比島等、前進根拠地の施設に改装などが必要となる。また砲と砲塔は大型になるにつれて急激に設計開発が難しくなり、製造施設は極めて高価で膨大な特殊機械や装置を必要とし、大戦艦の船体以上の費用と長い期間を要する。
仮に米国が18インチ砲を搭載する大戦艦の建造を開始した場合でも、竣工するまで少なくとも5年の優位が保てることの観点から大和型の建造が決定された。

### 副砲

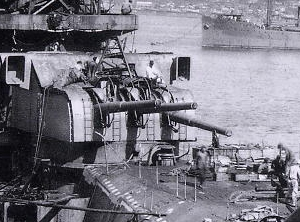
「大和」の副砲塔

60口径15.5cm砲を採用（世界最大の副砲）。最大射程27,400m、初速920m/s。
艦隊戦で護衛駆逐艦が敵水雷戦隊に対処しきれない場合や、第三次ソロモン海戦での戦艦ワシントンのように、戦艦が独力で敵水雷戦隊を撃退しなければならぬ場合に備えて設置された。
運用成績は、散布界も小さく砲の操作性も高く優秀で、砲術関係者からは傑作艦砲と評価された。
配置
60口径15.5cm3連装砲塔を、2番主砲塔後方及び3番主砲塔後方と左右両舷に1基ずつ、計4基12門を装備した。12門の内、9門を片舷に指向できる配置となっていた。大和（1号艦）建造中に主砲が仰角を高くして射撃するとき、その後方で「一段高い副砲（前後）を方位盤で発射すると副砲の弾が主砲の砲身に命中する場合があることが判明して問題となり、（中略）対処方法を当時の電気設計主任が対策を計画したが『大和』完成前の十六年九月に転出した為、成否は知らず、また実現した様子もない。」とある。
戦局が航空戦に傾倒するに及んでレイテ沖海戦直前に左右両舷の2・3番副砲塔が撤去され、大和は12.7cm連装高角砲6基に換装された。武蔵は高角砲の搭載工事がレイテ沖海戦までに間に合わず、25mm3連装機銃6基が追加されたというのが通説になっている。左右両舷に多連装噴進砲が一基ずつ搭載されたと証言する右舷高角砲指揮装置勤務兵もいる。大和型の艤装改良は幾度も行われているが、最も外観が変化したのはこの左右副砲の撤去前と撤去後といえる。
性能
最上型軽巡洋艦が重巡洋艦に改装された際に撤去された主砲の砲身を再利用し、砲塔は新造している。性能が向上した駆逐艦に対処するために、近代戦艦としてはリシュリュー級、ヴィットリオ・ヴェネト級、ビスマルク級と並び、最大級の口径であった。
当初、戦艦の副砲であるため、その最大仰角は30度にすることとなっていたが、対空射撃を可能とするために、最上型と同じ55度までを可能とした。これに伴い、建造中に射撃装置の改正を行っている。
ただし、大和型戦艦に搭載した15.5cm砲は、仰角75度/毎分7発の発砲（最上型では仰角55度/毎分5発）が可能だったという説も見られる。この15.5cm砲は対空射撃を念頭に置いたもので、最大仰角75度/射撃速度毎分7発で設計されていたからである。これは、当初の砲塔構造図に高角弾用揚弾機が見えることからも、確かである。なお最上型新造時には、砲塔の重量軽減が求められた結果、対空用揚弾筒の装備が取りやめられており、簡易両用砲となっていた。こうしたことから新造時には対空用砲弾も準備されていなかったが、1939年度（昭和14年度）の演習以降、平射砲でも対空射撃を行うこととなり、吹雪型駆逐艦での演習結果から、対空用砲弾として零式通常弾と三式通常弾が開発された。
この15.5cm砲の最上型での実績は「斉発時でも斉射時と同程度に散布界が狭く、射撃指揮も容易だが、内部が狭く、斉発時の射撃維持速度が8インチ砲以下に落ちることがあった。また、機構が脆弱で故障しやすかった」と評価されている。大和型戦艦への搭載時にこうした問題を解消したという可能性はあり、大和型副砲は搭載時に対空見張り用として使用できるよう、砲塔容積を増して、対空揚弾筒や信管秒時調定機の装備、砲塔測距儀の改修が行われていたという説も見られる。実際、レイテ沖海戦後の戦闘詳報で他艦で見られる「砲塔測距儀（もしくは観測窓）の最大見張り可能仰角が足りないため、対空射撃に不適」という指摘は、大和型副砲には見られない。一方、清水芳人(大和副砲長)によれば、艦橋の副砲指揮所の窓が狭く、対空射撃には向いていなかったと回想している。
大和から降ろした副砲は、呉市の南方、阿賀町冠崎の丘上にB-29迎撃用の高角砲として設置された。最上型の試作砲塔との説もある。この砲は呉市大空襲時に、市内の高射方位盤射撃指揮装置が破壊されたため、発砲せずに終戦を迎えているが、この際には最大仰角75度が可能だったとされ、75度で発砲した場合、最大射高18,000mに達したとされている。また他にも、この15.5cm砲は陸上砲台として多数が単装砲に改装され、中には最大仰角60 - 70度の高角砲台とされたものもあった。海軍技術研究所では島田実験所（現在の島田理化工業の前身）にて、マイクロ波により航空機を迎撃するZ兵器の研究を行っていたが、大型のパラボラアンテナを旋回させる台座として、大和から撤去された副砲の旋回部分を流用し工事が進められたが、島田実験所が空襲被害を受けたことで頓挫した。
上記のように対空射撃も可能であり、レイテ沖海戦では、副砲は主砲と共に高角砲の射程外にある敵機編隊に対する長距離対空戦闘用として使用された。1944年（昭和19年）10月24日の対空戦闘では、武蔵の副砲は203発もの対空射撃を行っており、これは同じ日に大和が行った高角砲射撃の頻度を上回るものであった（武蔵の副砲が1門辺り33.8発（203発/6門）、大和の高角砲が1門辺り32.6発（784発/24門）。同海戦で行われた大和型戦艦副砲の対空射撃は、武蔵が上記の通り203発、大和が383発（異説あり）の計586発にも及んでおり、レイテ沖海戦後には対空用砲弾として用いられる零式通常弾の搭載定数が50発から100発に増加されている。
近距離で副砲を対空射撃に使用した結果、その爆風により特設機銃に被害を与えた形跡もある。最上型軽巡時代でも、背負式の2番砲塔を仰角12度以下で発砲すると、1番砲塔内部が破損するので発砲が禁止されているほどの爆圧があった。海戦後の戦訓報告でも、25ミリ単装機銃について「主砲副砲の爆風もあって、装備可能な位置が少ない」とされている。こうしたことから、当時の武蔵搭乗員の回想では「主砲発砲の爆圧で目の前が真っ赤になり」という証言が見られるが、その時実際に発砲していたのは副砲だった可能性もある。

### 対空兵装
大和型の対空兵装は、最終時においては証拠となる資料が発見されていない。終戦時、大和型に関する資料がほぼ全て焼却されたことによりこのような問題が起きた。大和に関しては、1945年（昭和20年）4月5日に停泊中の姿を米軍偵察機から上空撮影した写真が21世紀初頭に発見され、その解析結果によっては最終時の対空装備が確定する可能性がある。

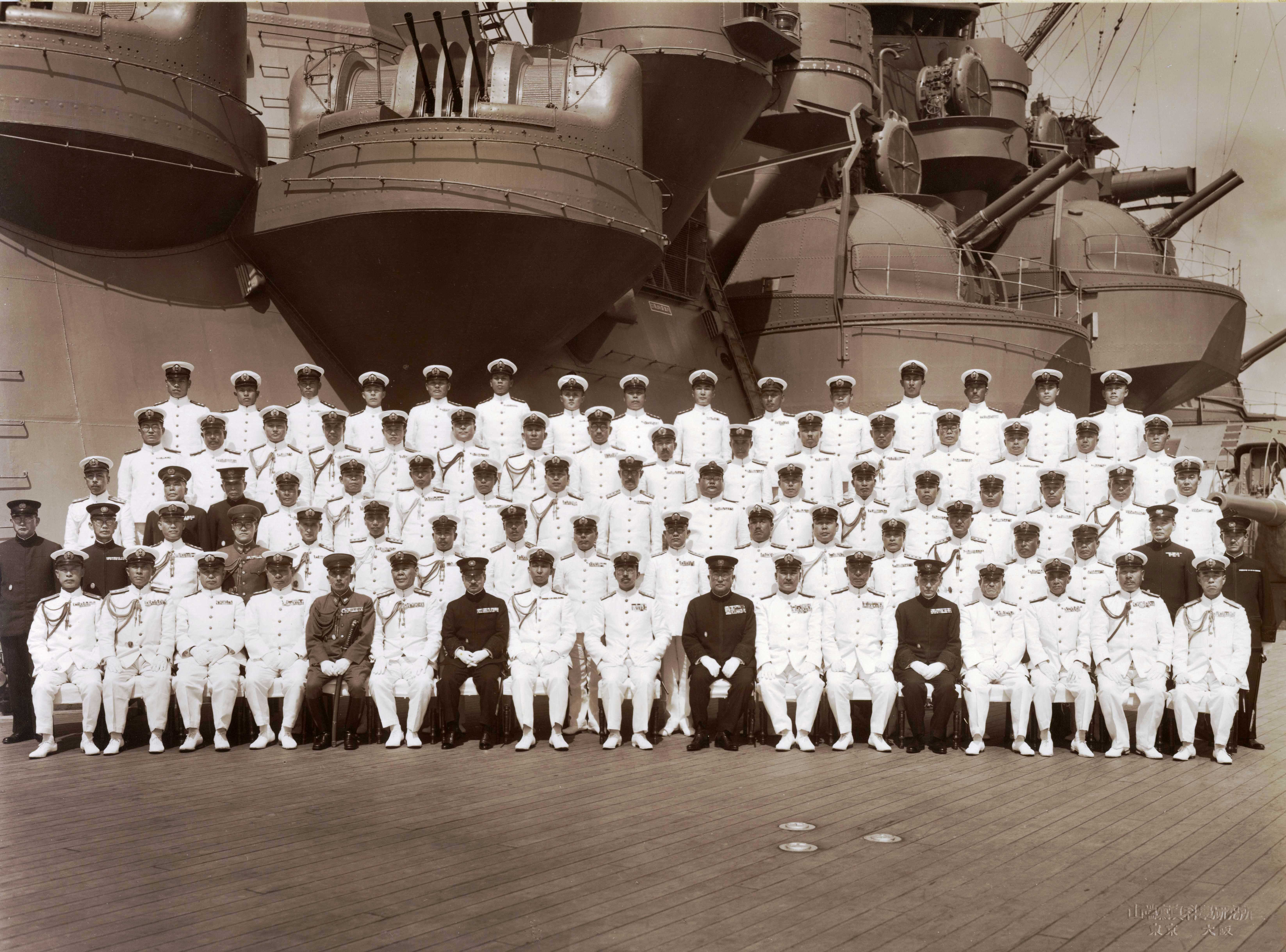
昭和天皇行幸時の武蔵。シールド付25mm機銃・高角砲と人物の大きさに注目されたい

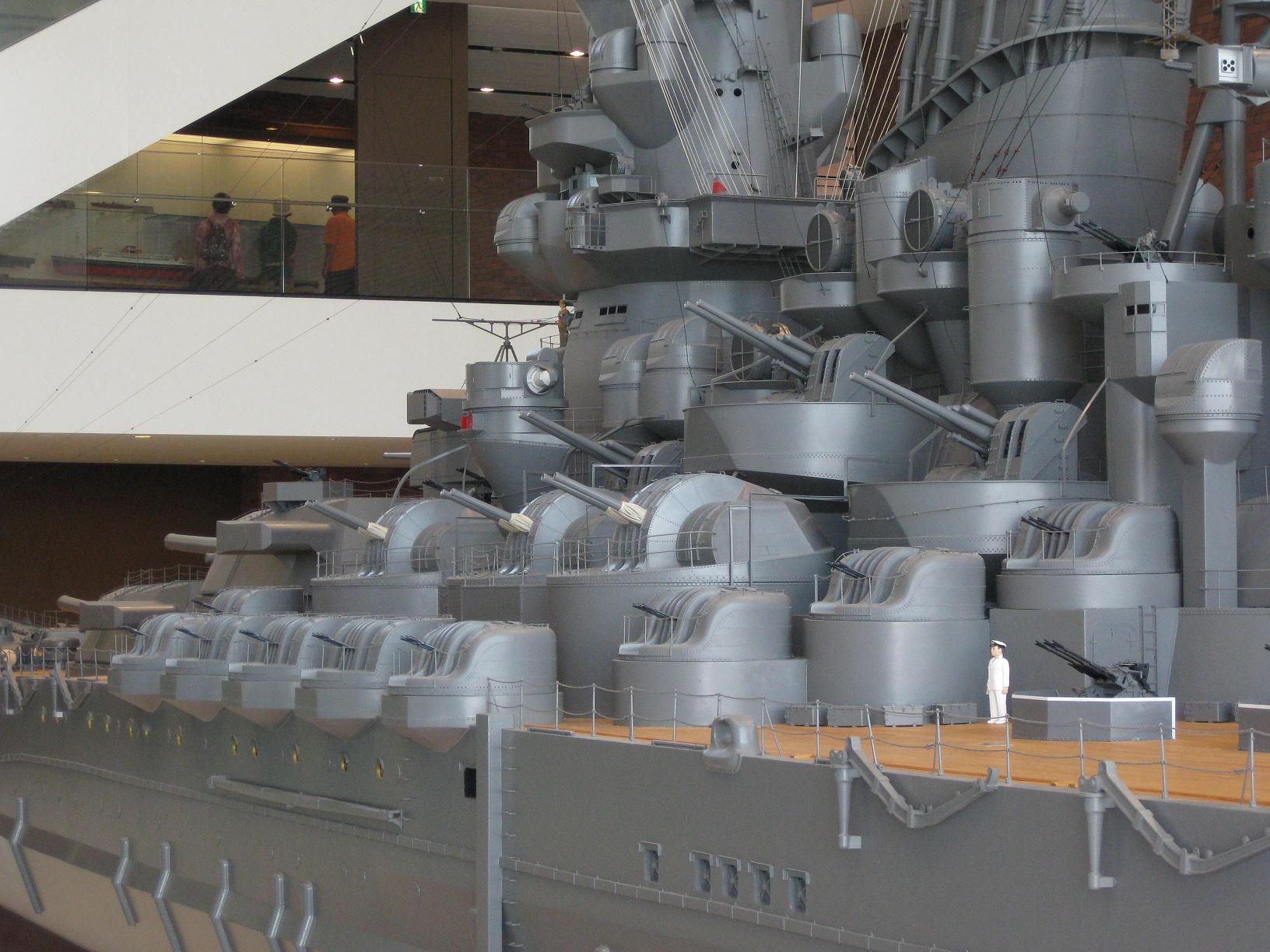
大和ミュージアムに展示される1/10大和模型。舷側に並ぶ小さい砲が25mm三連装機銃。上段の連装砲が12.7cm高角砲

高角砲
大和型戦艦は主砲発砲時に爆風から兵を守るシールドをつけた四〇口径八九式十二糎七高角砲A1型改三（12.7cm高角砲）を搭載している。1944年（昭和19年）に対空兵装強化が各艦艇に実行されたが、この時、大和型戦艦に対しては副砲全てを撤去し、代わりに12.7cm連装高角砲を合計40基（80門）とする案が研究された。しかし、兵器の準備が不可能なことから、両舷の副砲のみを取り去って高角砲6基12門を増強することになった。この際に爆風避け楯の準備が間に合わず、大和では搭載高角砲の爆風楯を増設高角砲に移している。しかし、武蔵はこれすらも間に合わなかった。
副砲撤去の部分に、大和は12.7cm高角砲を両舷に各3基計6基増設したことが明らかとなっているが、武蔵に関しては工事が間に合わず、25mm3連装機銃を載せたという意見が多い。何も載せなかったという説もある。対空噴射砲弾を2基設置という証言もある。
性能面では、八九式12.7cm高角砲は旋回速度・俯仰速度に時間を要する上に、射撃速度があまり速くなかった。カタログ上では最大毎分14発を発射可能であり（20発発砲したという例も報告されている）、1933年（昭和8年）の『砲術年報』でも「訓練すれば毎分12発で撃てる非常によい砲」と評価されているが、雷撃機の撃退を主眼とした長距離対空砲として設計されたこともあり、最大射撃速度を発揮できるのは仰角30度の状態で、仰角がそれ以上でもそれ以下でも射撃速度は低下した。1939年（昭和14年）に実施された対空演習の実績でも、本砲は1分間に7、8発発射できればよい方であり、信管調定機の誤差が大きいことも問題とされていた。実際に大和の戦訓報告では、砲の射程や威力に不満はないものの「砲が重すぎるため、高速機への対応が不十分」であり「できれば一〇高（秋月型駆逐艦で採用した長10cm高角砲）程度のものを両舷2群ほど増設してほしい」と要望されている。高角砲の弾薬庫は艦中央の主要防御区画内部にあり、電動揚弾筒で高角砲甲板まであげられ、最終的に砲員が受取って担当高角砲まで運び、装填した。
射撃には、対空射撃指揮装置でコントロールされる方式と、各砲が個別に照準・射撃する方式（非常時）の二種類がある。射撃指揮装置の射手が引き金をひくと、準備の出来ている砲が一斉に射撃を行う。武蔵最後の戦闘では、第二次空襲時に右舷高射指揮装置が被弾の衝撃で故障してしまい、以後各砲照準射撃となった。
搭載機銃
大和型戦艦は艦橋両舷に13mm機銃を装備していた。その他、艦全体に単装機銃を配備していたという説があるものの、門数や配置は不明である。「大和」最終段階の機銃装備数は、今のところ、写真解析により判明した「25mm3連装機銃52基（156門）、同単装機銃6基（6門）、13mm連装機銃2基（4門）」というものが有力視されている。
大和型戦艦の主力となった機銃は、九六式二十五粍高角機銃（25mm機銃）である。性能面では、旋回・俯仰が比較的容易で、3連装型でも高速目標の機動に追随して射撃できたとされている。レイテ沖海戦や沖縄戦での戦訓報告でも「敵機に多数の命中弾を与えた」と記載されているが、その一方で「有効射程が 1,500 - 3,000m程度と短く、射撃速度もやや遅いこと」また「小口径のため、敵機に命中した場合の実害が少ないこと」を問題視されている。ただし、これについて撃たれた側の米軍は高く評価している。
機銃群指揮用の九五式射撃指揮装置に関しても、増設されたのは確実だが、数や位置は不明である。爆風除けシールド付の機銃は管制型、覆いがなく砲員が露出する機銃は最初から各砲個別照準タイプである。管制射撃の場合、射撃指揮装置の照準手が敵機を追尾すると、機銃のモーターが自動的に動き、発砲する。砲員は15発装填弾倉（4秒で1ケース消費）を装填し、射撃装置からの回路や電力供給が断たれた場合のみ、個別照準・射撃を行う。
(平間洋一 2003, 「米軍からの高い評価」（「第5章 沖縄特攻作戦」内）P148-149)

### 航空兵装
大和型は日本戦艦で唯一、建造時より航空機搭載が考慮された艦型である。露天で繋留すると、主砲発射の爆風で確実に破壊されるからである。航空兵装は船体後部に集中していた。まず、第三主砲塔から艦尾にかけての最上甲板の下に、上甲板と中甲板の二層にまたがる飛行機格納庫が設けられている。内部の詳細は不明だが、格納庫内で撮影した集合写真が残っている。大和型はこの格納庫に制限一杯に水上機を搭載した事はなく、トラックに赴く際には格納庫に物資を満載して倉庫として使用された。また艦後部外舷側に小型艇の格納庫があり、防水扉で閉じられている。小型艇格納庫は第三主砲塔砲身位置の開口部から、後部艦橋付近まで艦内に延びていた。艦尾に張り出した部分に天井走行クレーンを設置し、小型艇を海面から吊り上げると艦内に引き込む。内火艇とカッターの総搭載定数は不明だが、「内火艇11隻、カッター5隻」という証言や、15m長官艇、内火艇、水雷艇2隻、12mランチ6隻搭載という再現図面がある。
格納庫には両開き式の鉄扉があり、被弾に備えた。艦載機は格納庫を出たあと開口部（レセス）に移動し、大型ジブクレーンで吊り上げられて最上甲板に降ろされる。開口部にエレベーターがあったという説もあるが実際には設置されておらず、開口部左舷側に急角度の階段（ラッタル）があった。搭乗員の推定で、幅10m、横12mあった。岩佐（大和偵察員）は、この開口部への直撃弾が大和の中甲板で直接炸裂して、舵やスクリューを破壊するのではないかと懸念していた
艦尾甲板には、艦載機発艦の為の呉式二号五型カタパルトが艦尾両舷に1基ずつ、計2基設けられていて、揚収用の大型ジブクレーンも艦尾に1基搭載している。石川島播磨重工製クレーンは、使用加重6トン、最大使用半径20メートル、旋回角度300度、巻き上げ速度（6トン時）15メートル／分の性能を有しており、飛行機の揚収以外にも、物資の積み込み、通船の揚収に使用された。
大和型戦艦の当初計画であるA140では、艦の後部に搭載機格納庫が描かれ、そこには主翼を後方に折りたたんだ6機の航空機が存在する。この航空機は、1930年（昭和5年）の『所要航空機種及性能標準』に「偵察兼攻撃機」として記載されている、水陸互換の艦上攻撃機を水上化した三座水偵（後の九四式水上偵察機）と考えられる。当時、後の零式水上観測機のような複座の専用観測機は試作発注もされていないことから、大和型戦艦の原案では、三座水偵6機搭載を予定していたことは、ほぼ確実である。実際に建造が開始された1937年（昭和12年）には、前年の『航空機種及性能標準』を反映して、搭載機は十試観測機（後の零式水上観測機）に変更されている。
実際に搭載された零式水上観測機は、九五式水上偵察機と同程度の折りたたみ寸法を得られるため、このような問題は起こっていない。ただし零式水上偵察機については、三座であることなどから、機体の折りたたみサイズが大きく、大和型戦艦格納庫への搭載はあまり適していなかったとされている。なお、竣工後の大和に最初に搭載された機材は九五式水上偵察機である。これは第二一航空廠あてに「一号艦用に、至急九五式水上偵察機を2機、12月10日までに組み立てるように」という内容の電文と、その返信が残っているからである。この九五水偵はカタパルトの試験に使われたと考えられる。
また、主力艦（戦艦）搭載の水上観測機と平行して、急降下爆撃も可能な十二試二座水上偵察機の開発が指示された。1937年（昭和12年）3月25日に行われた十二試二座水上偵察機と十二試三座水上偵察機の計画要求審議によれば、水上観測機と二座水上偵察機の機種統合を前提に十二試二座水上偵察機6機を大和型戦艦に搭載できないか、という問答が行われている。ここでは、大和型戦艦の格納庫は（機体の折りたたみサイズが小さい）九四式水上偵察機6機を想定しており、収納庫入口の大きさを大きくすると、爆風の圧力に対する強度の保持が困難なことから、5機までしか搭載できない、という結論が出ている。つまり、大和型戦艦の航空艤装は、九四式水上偵察機、及び零式水上観測機の搭載を基準に計画され、十二試二座水上偵察機搭載を予定して小改修を施したものである。なお、十二試二座水偵は要求性能を満たすことが出来なかった。
水上爆撃機と偵察機の統合は、後の水上偵察機「瑞雲」において実現する。1944年（昭和19年）10月16日、海軍航空本部作成の『空母及搭載艦関係現状報告資料』には大和型の搭載機を「瑞雲20機に増強のことを準備中」と記載されている。しかし戦局の悪化により実行されなかった。
搭載機は弾着観測用の零式水上観測機（零観）及び索敵用の零式水上偵察機（零式三座水偵）で、搭載可能機数は計6機（一説には格納庫に5機+露天繋止2機の計7機）とされている。これらは、主砲発砲時の爆風対策のため、全機が艦内に格納できた。6機もしくは7機とされるのは、搭載機材の違いが影響としていると考えられる。機材のサイズとしては、搭載機が零式観測機のみなら、格納庫内に6機、カタパルト上に2機の計8機が搭載できる。レイテ沖海戦では、大和は4機（大和所属2機、長門所属1機、保管機1）、武蔵は5機（武蔵所属2、長門1、保管機2）を搭載していた。大和に戦艦山城の飛行長が乗っており、10月25日未明に大和を発進したという証言もあるが、大和・武蔵が実際に搭載していたのは長門所属機である。「軍艦大和戦闘詳報」では、大和格納庫出入口を含めると零観8機、瑞雲または彗星なら6機搭載可能、零式水偵は格納できないと報告している。
沖縄特攻時には、大和は零式水上偵察機1機を残して、残機を降ろしたという。大和最後の水偵は4月7日早朝に艦を発進し、対潜哨戒の後に日本本土へ戻った。
戦争後半には日本側の制空権喪失にともなって、米軍戦闘機に襲われるとひとたまりもない水上偵察機による弾着観測は極めて難しくなった。特に零式水上観測機は、用兵側から「航続距離不足は致命的」と厳しい評価がでている。レイテ沖海戦におけるサマール沖砲撃戦では、大和は零式水上観測機2機を発進させるも、10分たらずで米軍戦闘機に追い払われてしまった。大和戦闘詳報には、瑞雲6機もしくは彗星6機を搭載した上で、基地航空隊と連携して行動することの重要性が書かれているが、いずれも実現しないまま大和は戦没した。

### 防御

#### 装甲配置
装甲配置
主甲帯　410-200 VH
横防御隔壁　前部中甲板　340 MNC　下甲板　300 MNC　後部中甲板　340 VH　下甲板　350 VH
水平防御　中甲板　230-200 MNC　最上甲板　50-35 CNC
魚雷防御隔壁　200-50 NVNC-CNC
弾薬庫　甲板平坦部　230-200 MNC　甲板傾斜部　230 MNC　垂直部　270-100 VH　底部　80-50 CNC
司令塔　側面　500-380 VH　上面　200 MNC　床面　75 CNC　交通筒　300 MNC
主砲塔　前盾　660 VH　側面　250 VH　後面　190 NVNC　上面　270 VH　床面　？　バーベット　560-380 MNC
副砲塔　砲盾　25 HT　支筒　25 DS＋50 CNC
舵取機室　上面　200 MNC　側面　360-350 VC
煙路　380 MNC

#### 対艦防御思想 （集中式）
大和型戦艦は史上最大の戦艦だが、それでも建造前に中村良三（大将）艦攻本部長から「最小の重量をもって威力最大なる艦船たらしむるには船体、兵器、機関および艤装品の各細部にわたり、容積の縮小と重量の軽減をはかるを要す」と指示されている。技術者の努力と技術的洗練によって世界最大の主砲と防御力を持つわりには小さく作られた艦とされ、福井静夫などの技術者もそれを誇りとしていた。
大和型戦艦の船体主要部は、距離2万-3万mから発射された自艦の46cm砲の砲弾に耐える防御力がある。だが艦全体を重装甲で固めると速力や復原力性能を低下させるため、現実的ではない。従って戦艦は、重装甲で守るバイタルパート（主要防御区画：主砲、火薬庫、発令所、機械室、缶室、発電機、舵取機室、等）と、間接防御で妥協する部分の二つの部分で構成されている。大和型戦艦はバイタルパートを最小化するという集中防御方式で設計されている。これはアメリカのサウスダコタ級やフランスのダンケルク級と同じ設計思想で、横から見たシルエットは前者に、内部構造は後者に似ている。これにより主要防御区画は水線長に対する53%に抑制され、防御の冗長化を回避している。従来日本戦艦は、長門型戦艦63.15%、扶桑型戦艦65.0%、加賀型戦艦55.0%である。主要防御区画の防御力は、砲戦距離2万 - 3万mで自身の46cm砲に耐えうるものとされた。なお防御にあてられた重量と艦の全重量との比較は、大和が34.4（新造）、長門が30.6（新造）であった。
水密区画数は扶桑型戦艦の737区画、長門型戦艦の1,089区画に対し1,147区画と、排水量の増加の割に区画数は増えていないが、これは長門型においては大改装時にダメージコントロールの思想が取り入れられたのに対して、本型は設計時点から検討され、注排水システムも装備したためである（注排水システムについては後述）。また主要防御区画も最小限にまとめられ、そこだけで必要浮力が確保できた。主要防御区画以外がすべて破壊、浸水しても、なお艦舷が水面上を保つということである（リドルド状態も参照）。

#### 装甲鋼鈑
大和型戦艦の船体は、舷側上部は410mm（20度の傾斜角により垂直584mm相当とされる）のVH（ヴィッカース非滲炭）甲鉄、舷側下部は50 - 200mmのNVNC（新ヴィッカース非滲炭）甲鉄、甲板は200 - 230mmのMNC（モリブデン含有）甲鉄で覆われていた。また砲塔前楯及びバーベット部は650mmのVH甲鉄、天蓋は270mmである。これは全ての軍艦の中で、最も強固な直接防御である。VH甲鉄は長門型まで用いられてきたクルップ式浸炭（炭和）甲鉄 (KC) にかわって採用されたもので、浸炭を止め熱処理により甲鉄を硬化させている。表面が硬質で割れやすいKCに比べVHは靱性に富み大口径弾の撃力に対して優れている甲鈑である。またKCに比べ生産性が向上している。
主要防御区画の水平装甲は次のような防御要領となっている。
- 2トン爆弾：投下高度2,200m以下で耐えること
- 1.5トン爆弾：投下高度2,600m以下で耐えること
- 1トン爆弾：投下高度3,400m以下で耐えること
- 800キロ爆弾：投下高度3,900m以下で耐えること

集合煙突の採用
前述の小型化成功の一因には、煙突を傾斜させて一本にまとめ、艦橋に排気と熱気が影響を与えるのを防いだ集合煙突の採用がある。もっとも、集合煙突は排煙能力が低いため、日本と仏海軍以外はあまり採用されなかった（強制排煙装置を設置すれば補うこともできたが、大和型には強制排煙装置は設置されていない）。
煙路防御
蜂の巣状に180ミリ（諸説あり）の穴をあけた厚さ380ミリの蜂の巣装甲板を煙突内部、装甲甲板の高さに設置することで煙路防御を行った。煙路防御自体は長門型戦艦の世代から行われており、従来型の戦艦でも煙突内部に断片防御格子を設置することで、爆弾は防御されていたが、戦艦主砲弾に対応した蜂の巣装甲の採用は世界初であった。
煙突自体にも、根本部分の一部に50ミリCNCの防御が施されていた。これは艦橋から離すために煙突を後方に傾けたため、ここに被弾する可能性が生じたためである。形状から「亀の子アーマー」と呼ばれた。

#### 水中防御

大和型の舷側防御の図

大和型の対魚雷防御は水中弾（艦の手前に落ちた砲弾が水中を浅く走り有効弾となるもの）対策を兼ねた装甲と空層によるもので炸薬350kg（TNT相当）の水中爆発に耐えうる構造で有った。当時米英で採用されていた液層式防御（重油層による防御）は採用しなかった。
機関部は艦底まで舷側装甲を延長し、弾火薬庫区画には舷側装甲に加えて炸薬200kgの艦底起爆魚雷を想定した甲鈑を底部に張り、爆圧、爆破破片（スプリンター）に対する防御とした（水中弾効果はアメリカ海軍も1935年頃に実験で効果を確認し、これにより戦艦サウスダコタ級以降の米戦艦も水線下に装甲を設置していたが、ノースカロライナ級以前の米戦艦には水中弾防御は無く、英独仏伊の新型戦艦も水中弾に対する防御を持たなかった）。
液層防御方式は、日本海軍でも1935年頃には水中防御の模型実験を再開し、効果を確認、藤本喜久雄技師などが採用に積極的になっていたにもかかわらず、大和型では採用されなかった。その経緯として、大和設計者のひとり牧野茂は、軍艦設計の重鎮である平賀譲が大正時代に当時の日米戦艦の模型実験の結果から空層防御の日本戦艦に軍配を挙げ、以降その評価を修正しなかったためだと述べている。
牧野は液層防御方式のメリットを次のように述べている。
1. 魚雷の爆発によって生ずる船体構造材等の破片（スプリンター）は、空層防御では3m付近まで相当の破壊力を持ち、防御板、及び水防隔壁に孔をあけてしまう可能性が大きいが、液層防御ではその威力を大いに減じることができる[203]。（牧野は大和ではこれだけが水中弾防御甲鉄で代用できるのみであるとしている）
2. 防御隔壁に加わる爆圧を拡散、及び均等化する効果がある
3. （多層化するので）水中防御区画内への浸水量を減少できる
4. 水中防御区画の横隔壁を縦隔壁によって細かく補強強化でき、前後方向への波及が小さくなる[注 17]。

1943年（昭和18年）12月25日に大和に潜水艦スケート (USS Skate, SS-305) が発射した魚雷1本が右舷後部に命中した。この魚雷の頭部には新型炸薬トルペックス635ポンド（288kg）が装填されていた。これはTNT炸薬900-1200ポンド（408-544kg）相当の威力を持ち大和型の水中防御力（対TNT350kg）を上回っていた。魚雷命中により舷側41cm甲鈑の下端が爆圧により瞬間的に1ｍほど内側に押し込まれた。その際に支持鋼材の継手リベットが引きちぎられ突端がその奥の水防壁に孔をあけ内部に浸水を生じさせた（その直後に甲鈑は弾力で元の位置に戻り甲鈑の外見は無傷のため原因がすぐには分からなかった）。
その量は、バルジ内区画、バイタルパート（主要防御区画）内部の右舷後部外側機械室、三番主砲上部火薬庫に合計3000トンであると言われているが、この時「大和」は左舷に4度傾いたため、左舷へと770トン注水して水平へと戻しており、到着したトラック泊地にて「明石」に調査と修理を依頼し、ここで初めて被雷していたと判明する。「大和」がトラック泊地に滞在していたのは、1943年（昭和18年）12月25日から1944年（昭和19年）1月10日までの20日間程度（到着日と出発日を除けば18日）しか無く、この期間で修理以外に物資の積み下ろしや「大和」への補給も行われた。
大和型の設計では魚雷の爆発で厚い甲鈑は破られないが衝撃でリベットは千切れ甲鈑の隙間から漏水するが、背面の防水壁で浸水を止める計画で有った。しかし米軍の魚雷の爆発力が計画以上に大きかったことと、3番主砲塔の上部火薬庫付近に限り防水縦壁が欠けていた。そのため内部への浸水を引き起こすことになった。
そこで呉に帰投後に上部火薬庫内に縦壁を新設して水防区画を作るなど対策を講じたが大規模な改装工事の時間的余裕は無かった。また武蔵に関しては補強は行われなかった
。戦後の米国調査団は、この部分を「大和型のアキレス腱」と評している。
戦艦「ノースカロライナ」は1942年9月15日に伊号第一九潜水艦による魚雷1本が命中した。舷側の水中防御はTNT700ポンド（318kg）の水中爆発に耐える構造で有ったが日本の九五式魚雷は炸薬量405kgであり同艦の防御力を上回っている。これにより火薬庫に浸水し、舷側甲鈑3枚に亀裂が入り、1番砲塔支筒など各部に損傷が生じた。浸水量は970tで反対注水480tであった。パールハーバーで修理を終えたのは同年12月7日であった。日米両戦艦は共に計画時に想定された以上の威力の魚雷を受けた。
大和は建造中にいくつかの対魚雷防御の提案があったが却下されている。大和の艤装副長であった黛治夫は艤装中に、艦前部の無防御部に重油の液層を設け、38mmの縦隔壁で補強を実施するように進言をしたが、呉海軍工廠造船実験部長矢ヶ崎正経造船少将は、6ヶ月の工期延長が必要と見積り、実行不能と判断したという。また黛はドイツ巡洋戦艦「ザイドリッツ」の戦訓をふまえて、大和の前部に、スポンジもしくはバルサや桐、標的艦「摂津」で実用された防水区画に石油缶を詰める等、各種浮力材を充填する案を提案したが、これも却下されている。牧野茂は深く研究することなく拒否したことを後に反省し、重量犠牲を払っても検討すべきだったと述べている。

#### 予備浮力
長門型戦艦（改装後）の予備浮力は29,292トンで、排水量の67.6%だったのに対し、大和型戦艦の予備浮力は57,450トンで、基準排水量64,000トンの90%にも及ぶものだった。松本喜太郎は著書の中で予備浮力の大きさから、大和型の沈みにくさを説明している。これによれば、魚雷1本毎に1200トンの予備浮力を喪失したとして、全浮力を喪失するには大和では48本、長門では24本、扶桑では18本を要すると計算された。

#### ダメージコントロール
大和型には被弾時に於ける浸水や対応として急速注排水区画と通常注排水区画を多く設けた。それぞれの注水区画は前部・中部・後部の注排水管制室で管理され、艦中央部下甲板の注排水指揮所が掌握している。注排水指揮盤を見ながら油圧でコントロールされたバルブを遠隔操作することにより、迅速に注水が実施できた。潜水艦の浮力タンクの注排水システムを大型化したものが採用され、取水孔は艦底に6箇所設置された。排水には蓄圧された圧縮空気が使用された。想定では、潜水艦・水雷戦隊の大型魚雷1本命中に対し5分以内に傾斜復旧、2本目の魚雷命中でも30分以内に復旧というものである。注排水区画の注水可能量は3,832トンで、横傾斜復原能力は18.3度であった。燃料の重油の移動によっても艦の傾斜をコントロールすることができ、双方あわせて片舷への20度近い傾斜を30分以内に復原する能力を持っていた。非常手段として機械室や缶室への注水も可能で傾斜25度まで復原可能だった。
しかし同時期の米戦艦が艦全長の約60パーセントが注排水可能な範囲だったのに対し大和型戦艦の注排水可能な範囲は艦全長のたった22.7パーセントに過ぎずダメージコントロールという分野においては同時期に建造された米戦艦に大幅に劣っていた。もっともこれは大和型戦艦に限らず旧日本海軍の軍艦全般に言える弱点であった。
一方で艦内被弾や、爆弾投下に於ける被弾の復旧や消火に関しては、泡状の消火剤の噴射や、各種消火水に、防火防壁に加え、強制注排水により、弾薬庫の引火を抑えるシステムを設けていた。主砲弾薬庫の底部は3重底になっているので、油圧で遠隔制御される注水弁が設置されていた。副砲弾薬庫は喫水上に配置しているので、ポンプによる天井からの散水システムが設置されていた。

### その他
- 「巨大なものが偉大とは限らないが、大和には偉大な何かがあった。強烈だった」(千早正隆海軍参謀、武蔵艤装員)[214]、「よくも人力でこのような軍艦がつくれたものだ」（辻政信陸軍参謀、1942年9月24日トラック泊地にて）[215]、「戦艦陸奥がまるで巡洋艦のようだ」(吉田一、従軍報道員。トラック泊地)[216]、「なにか島のように巨大なもの」(細谷四郎、兵曹。武蔵信号部)[217]、「日向が横付けした時は、日向がまるで駆逐艦のように見えた」(村上三郎、武蔵軍医長)[218]、「(同乗した陸軍兵が大和の主砲を見て)海軍さん、これ動くんですか？」[219]、「大和は美しいフネだった。青春を賭けて悔いのないフネだった」(渡辺光男、予備学生士官)[220]、「フネ全体が神秘的だった」(佐藤志末吉、工作科)[221]、「(呉で航空実習中)戦艦2隻、巡洋艦4隻多数と報告したら、教官に戦艦6隻だと訂正された」(阿部三郎、中尉。42期飛行学生)[222]、「あまりに大きくて、甲板に立つと、果たしてこの軍艦が航行可能なのかと思った」(近江兵治郎、山本五十六従兵長)[223]という元乗組員や目撃者の証言が多数ある。このように、誰もが一様に大和型戦艦の巨大さに目を奪われた。一方で、大和型は横幅が広い艦体であり、「まるでタライみたいで不格好」という印象を持つ者もいたようである[224]。
- 横須賀海軍砲術学校では、1943年に源田実が来て高等科生らに航空講義をした際、「万里の長城」「ピラミッド」「大和、武蔵」は世界の笑い物だと発言し、教頭だった黛治夫が源田に詰め寄る一幕もあった[225]。源田は大和型をスクラップにして空母にすることを主張した。
- 大和の特攻出撃前の昭和20年3月、皇族の賀陽宮治憲王が大和を訪れた。伊藤整一中将は「民族が栄える時、その象徴として偉大なものを残す。万里の長城然り、ピラミッド然り。大和もまた、そうである。こうした偉大な戦艦を作り得たことは、大いに民族の誇りとして自負してよい」と語った[226]。
- 日本軍は体罰が日常的に横行していたが、大和型戦艦でも例に洩れず体罰が行われていた。ラッタルの手摺（通称、真剣棒）やバット（通称、海軍精神注入棒）で尻を叩かれることは日常行事ですらあった[227]。このバットには、大東亜戦争勝ち抜き棒という異名もあったという[228]。「大和で楽しい事はなかった」と回想する者が少なからずいる[229]一方で、他の戦艦より秩序正しかったとする声もあり[注 19]、元乗組員の大和型戦艦に対する意見は多様である。
- 大和型戦艦は巨大な構造物であり、艦内の移動ですら時間がかかった。階段が多くて通路が狭く、まるで地下街のようだという感想が残っている[231]。辻政信陸軍参謀は、大和艦内の配管を見て有機的な印象を持ち「迷子になったら容易に出られそうにない」と設備の膨大さに感心している[215]。艦内伝令が自転車を使っていたという証言もある[232]。大和型戦艦に配属された将兵には、5日間の研修後、「艦内旅行」と呼ばれたスタンプラリーが行われた[233]。午前8時に一番主砲塔前を出発し、各人が20箇所の指定ポイントを巡って検印を貰う。2番目に早かった者で午後1時、最終者は午後9時だった[234]。
- 1943年に武蔵がトラック泊地へ出港した際には、100名以上の実習生が乗艦していた[235]。若手士官は前線に出ない大和（戦艦）勤務よりも、むしろ戦う機会の多い小型艦勤務を希望していたという[236]。
- 建造費は当時の国家予算の3%に及ぶ1隻あたり約1億3500万円[237]。現在の価値で1760億円[237]。東海道新幹線の建設金額にほぼ等しいとされる。あたご型護衛艦二隻分とも言われる。
- 大和と武蔵は細部を除けば同一艦であり、内部構造は違うがその外観から識別することは困難である。休暇後、大和に戻った兵曹の名前が艦内名簿にないことで騒動となり、不審に思った先任伍長が所属を聞くと、兵曹が「武蔵所属」と答えたというエピソードがある[238]。武蔵が連合艦隊旗艦だった時期には、連合艦隊長官や幕僚が憩う天幕が一番副砲塔右舷から艦橋下までの上甲板にあるため、大和との区別がつけやすかった[239]。簡易ソファーが置かれ、作戦会議も天幕下で行われた[240]。
- 大和には奈良県天理市の大和神社（おおやまとじんじゃ）から御分霊された「大和神社」[6][241]、武蔵には武蔵国氷川神社からの「武蔵神社」[242]があった。艦内神社御神体は艦名当該国の一の宮に仰ぐことが慣例であり、武蔵の場合は上甲板右舷、長官室・艦長室前の通路上に祀られた[243]
- 当時の一般的艦艇とは違い、木甲板には台湾檜が使用された。しかし大和・武蔵共に、捷一号作戦直前の1944年10月18日に対空偽装のため黒色に塗ってしまった[244]。武蔵に限っては10月20日に外装をシンガポールから取り寄せた塗料で塗りなおしを行っている[245]。明るいネズミ色という証言がある[246]。
- トラック泊地に碇泊中、たびたび分隊対抗運動会が行われた。種目はリレーで、一番砲塔から三番砲塔までの左右両舷の甲板上（一周300m）を走った[247]。武蔵が1944年2月下旬に内地からパラオへ赴く際、航空機格納庫と艦首から艦尾までの甲板全体に物資、弾薬、トラックを山積みにした[248]。26日から27日にかけて大嵐に遭遇した時、弾薬が接触して爆発する危険性が生じたため、やむをえず甲板上のほとんどの物資を投棄した[249]。それでも乗艦していた水戸二連隊陸軍二個大隊、海軍陸戦隊二個大隊の将兵は、大和型戦艦の安定性を褒めていたという[250]。
- 大和型は用兵思想や燃料消費の問題から、主要な戦闘に参加せず、泊地に留まることが多かった。日本軍艦としては比較的居住性が高かったため、「大和ホテル」[215]や「武蔵御殿（又は武蔵屋旅館）」と皮肉られることもあった[251]。大和を見学した駆逐艦浦波の中尉は「あんな贅沢でイクサができるのか。民間のホテルでも扇風機なのに」と感じたという[252]。大和艦長だった松田千秋は教育に熱心で、たびたび若手士官を集めて戦術講義を開いたため、「大和大学」の異名もあった[253]。
- 大和型戦艦の居住環境は、日本海軍軍艦としては恵まれていた。弾薬庫用冷却機の利用により士官用居住区には冷暖房設備（エアコン）が完備しており、冷蔵庫（東京芝浦電気製）の装備により、備蓄食糧も多彩かつ豊富だった。納豆、蒟蒻、もやし、うどん、豆腐、おはぎ、汁粉を艦内で製造していた他[254]、アイスクリーム製造室があったことも確認されている[255]。そして連合艦隊旗艦だったこともあり、厨房には料亭・レストランなどで働いていた人間を優先的に配属している[256]。
- 長官昼食時には、司令部専属の軍楽隊による演奏が40分間行われ、放送で艦内に流れた[257]。山本五十六長官の手がナイフに触れた瞬間、演奏が開始される[258]。将校の食事は、朝は旅館朝食風の日本食、昼は洋食フルコース、夜は和食膳という内容だった[258]。ガダルカナル戦中、大和で山本と打ち合せした陸軍参謀辻政信は、黒塗り膳に鯛の塩焼きと刺身、冷えたビールという食事に「海軍は贅沢ですね」と皮肉を言った[259]。直後、辻は海軍側から山本長官の心遣いであることを知らされ『下司（げす）の心をもって、元帥の真意を忖度しえなかった、恥ずかしさ。穴があったら入りたい気持ちであった』と回想している[259]。南雲機動部隊司令部一員だった橋本(信号部下士官)は空母「瑞鶴」の艦橋から武蔵における連合艦隊司令長官昼食時の演奏を聴いて、ガダルカナルへ出撃する駆逐艦との落差に愕然としている[260]。
- 厨房には、六斗炊飯釜6基、六斗炊蒸気菜釜2基、合成調理器2基（大根の千切り、芋の皮剥き、挽肉が可能）、電気万能烹炊器5基、茶湯製造器2基（1時間400ℓ）、電気保温器1個、大型食器消毒器3個、冷凍機、223立方メートル冷蔵庫があった[261]。下士官兵の食事は炒め物や魚煮付けが多く、恵まれていた。魚は現地調達も行われ、トラック泊地では、大和の甲板から30人ほどが釣竿を垂らしていた[262]。ただし、食卓に出される前に図艦で調査が行われ、食用可能なものは少なかったという見解もある[263]。大和沈没後に駆逐艦に配属された兵は、大和の食生活が充実していたことを実感した[264]。
- 対毒ガス戦を想定し、外気を遮断して戦闘することを想定したためエアコンを装備したとする説もある[265]。実際に、濾過通風、炭酸ガス吸収、酸素放出、排気通風機などの対毒ガス装備が備えられていた[266]。
- 居住設備についても、他艦より兵員一人あたりの居住面積が広く、長門型の2.6平方mから3.2平方mに拡大された[267]。また他艦の乗員が使用する寝具は主に釣床（ハンモック）だったのに対し、大和型は兵卒に至るまで寝台（ベッド）を使用していた[268]。私物格納のロッカーも個人専用にあった[269]。ただし海軍士官の教育課程として釣床の展開や収納も必須であったため、士官候補生のみは釣床使用であったし、毎朝毎晩、釣床作業は行われた。対空要員の増加にともなって居住スペースがたりなくなり、士官が通路にハンモックを吊って寝た例もあった[270]。伊藤長官が艦内を歩いていて、ハンモックで寝ていた士官に頭をぶつけた事もあった[271]。
- 当初は寝台もあった大和型だが、武蔵では不燃対策のため、食事用のテーブルもろとも撤去されてしまった。1944年の段階では居住区に家具は何もない。兵は毛布一枚でデッキにごろ寝をし、食事は麻布を敷いてその上に食器を置いた[272]。大和、及び士官室については不明。
- 大和型戦艦には司令長官室が艦中央部左舷に設置されていた。大和を建造した呉工廠では内装への自信が持てず、武蔵を建造していた長崎三菱造船所に依頼して全く同じ調度品を揃えた[273]。武蔵の方が少しだけ調度品が良かったという証言がある[274]。長官公室には川合玉堂が描いた春日神社と三笠山、横山大観が描いた朝日の昇る富士山の絵が飾られていた。
- 艦内に消火用炭酸ガスを利用したラムネ製造設備があった。ただし、大和型のみというわけではなく、巡洋艦以上の大型艦には搭載されている。
- 大和型はその巨砲相応に巨大な弾庫、火薬庫を持つため、その冷却用に大出力の冷却機を搭載していた。この余力を使用して弾薬庫冷却のための冷蔵庫[注 20]や艦内空調設備を動かしている。炸薬の性質は主砲の射程・初速・弾道に影響を与えるため管理は厳重で、炸薬を保管している給薬室の温度は摂氏7度から21度、湿度80%以下に保たれている[276]。
- 大和型が初めてトイレを洋式にした艦であるとの俗説があるが、誤りである。海軍艦艇は初期の輸入艦から国産艦へ移行後に至るまで洋式便器を採用しており、時代が下るとともに士官室を中心として和洋併設となっている。
- その他、生活区には大型の洗濯機が備わっており、専門の担当員（実際に洗濯屋をやっていた人を海軍が雇っていた）が洗濯を行っていた。各自が行う場合と、一斉に行う場合があり、洗面所・洗濯場所は、後部上甲板短艇格納庫上部付近（三番主砲塔の両舷）にあった[277]。洗いものは前部錨鎖甲板に仮設された干し場へ運んだが、靴下はよく盗難被害にあった[278]。
- 大和型の決定稿の設計図面は戦後に艦政本部の庭ですべて焼却された。現存する「大和」の図面とされる物は米軍によって集められた設計者がその記憶を頼りに引きなおした概略図や、建造に参加していた工員が個人的に保管していた原本の写しが主体である。風呂、トイレの位置などは現在も不明であるが、これは他の日本艦艇でも同様であり、ほとんど残っていない。「軍艦大和戦闘詳報」の図面によれば、兵員用風呂は後部艦橋左舷上甲板にあるとされている[279]。

## 機密保持

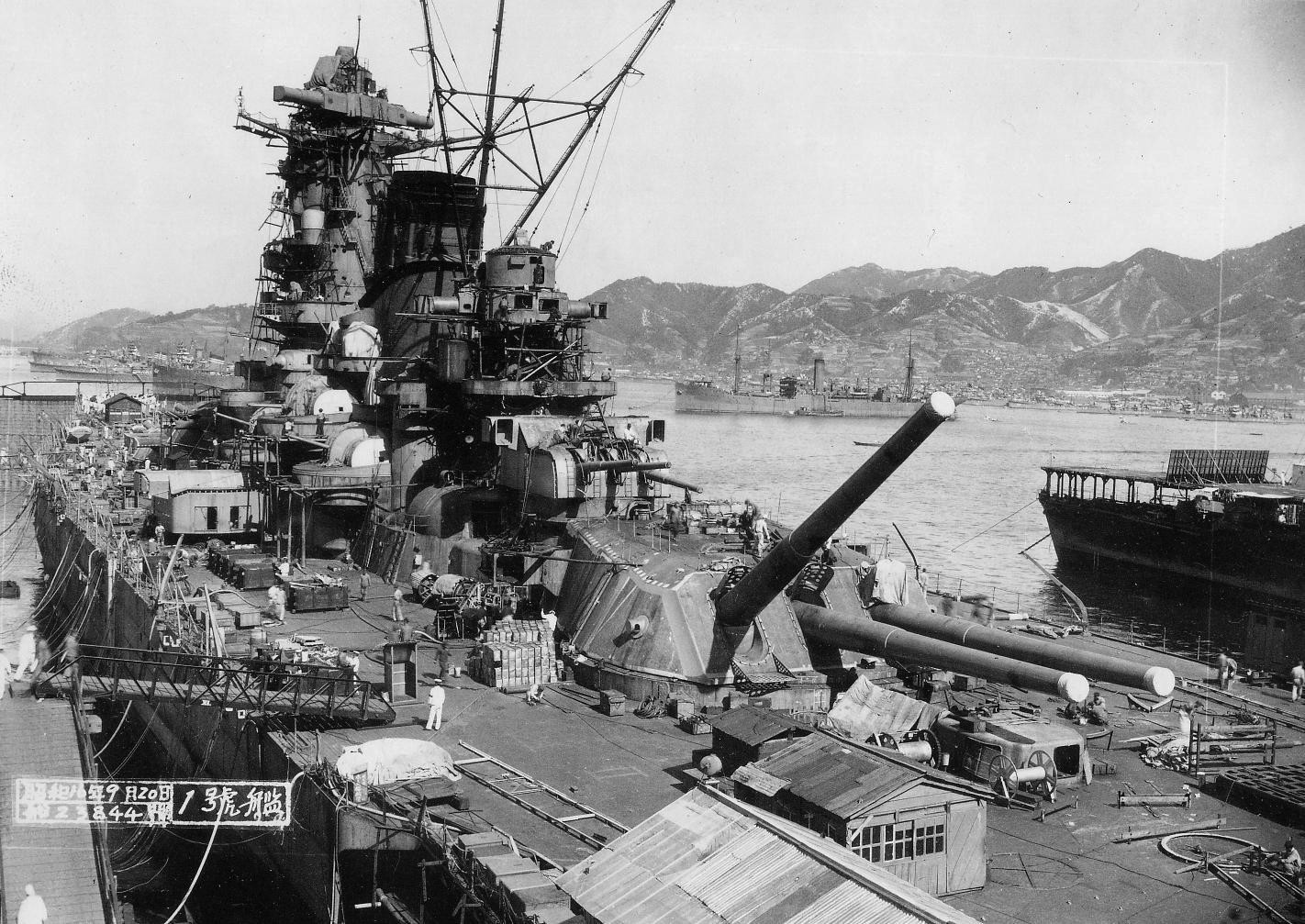
艤装中の1号艦こと大和（昭和16年9月20日撮影）。46cm砲の口径を悟られぬよう、砲を持たない鳳翔（右）、間宮（中央奥）が配置されている

大和型戦艦の機密保持は非常に徹底していた（各艦の建造場所固有の機密対策については各艦の記事も参照）。

### 機密保持の性質
福井静夫は機密の性質を2種に区分している。
1. そのものの名称、存在などは知らせるが、その性質の重要なものについては秘匿するもの。艦の速力、航続距離、復原、動揺、旋回性、砲の最大仰角、射程、初速などはこれに属し、全ての戦艦の主砲射表、徹甲弾の性質、構造は機密度の最も高い軍機指定であった。
2. そのものの存在を秘匿する。九一式徹甲弾、酸素魚雷などがこれに属する（列強海軍が徹甲弾や魚雷を保有すること自体は暗黙の周知であるが、全ての型式について公表している訳ではない）。酸素魚雷の場合、酸素を特用空気と言い換え、発射管を扱う水雷科員にも魚雷の気室に圧入する気体が酸素であるとは、教育・訓練の際にも説明しなかった。

例えば前級の長門型戦艦は1種目の意味で機密保護が行われた。1種目の意味での機密扱いはどこの軍隊でも見られる類であるが、大和型の場合は艦全体が2種目の意味で機密扱いとなり、民間は言うまでもなく、海軍部内関係者に対しても、できるだけ推察しにくいように下記の一連の工夫がなされた。
実際には呉や長崎の一般住民の中にも新戦艦が建造中であることは公然の秘密だった。呉の平原町からはドックから引き出されたばかりの大和（1号艦）が目撃されている。だが当時の国民一般は軍に対して協力的であり、見ても他に語ることを躊躇することが多かった。帰省する軍人も同様であったという。それでも噂は徐々に広まり福井も新戦艦について質問されることがあったが、そうした戦前の社会の姿勢が機密保持に有益だった旨を述べ、当時の国民を賞賛している。

### 予算獲得
大和型戦艦は1937年度（昭和12年）の第三次海軍軍備補充計画（通称③計画）の中の2隻。同年度の日本国一般会計予算は27億915万7000円で、③計画の8億0654万9000円は国家予算の約28.9%に達する。
機密保持のために予算獲得段階では35,000t級条約型戦艦を建造するということで1隻当たり9800万円を国会に予算要求した。実際の建造費は1936年3月に艦政本部がまとめた試算では1億3780万2000円で、同年6月に再度検討すると1億4287万7000円となった。
予算の不足分は陽炎型駆逐艦3隻と伊一五型潜水艦1隻を架空計上し、この他にも同時に計上された他の艦の建造費が一部流用された。③計画以前の比叡や利根型などの予算も流用した。加えて改設計などにより実際の建造費は約1億6000万円まで膨れあがった。それでも大和型戦艦は大きさの割に安価であった。。
その他の費用として、当時、呉海軍工廠には東洋最大の造船ドックがあったしかし大和の建造には深さが足りないため底を全面的に1ｍ掘り下げ、底を大量のコンクリートで補強した。また三菱重工長崎造船所では武蔵のため船台の補強と拡張工事を実施しガントリー・クレーンも延長された。船渠の拡張費用は「海軍造船技術概要」によると1000万円から2000万円とされる。
さらに大和の砲身製造の旋盤機械や、甲板製造のため世界最大の1万5000トン水圧プレス機をドイツに発注し購入するなど、高価な工作機械を海外から輸入した。
また大和の砲身や砲塔を輸送するため輸送艦「樫野」の予算440万円（実際は473万6852円）を獲得する。加えて46cm砲の据え付け工事のために大型起重船ほか専用作業船を建造した。
その他に浚渫工事費が必要となる。戦艦長門の喫水は7.15ｍだが大和型の喫水は満載時10.86ｍとなる。関門海峡では海底に浅い箇所があり大和型戦艦が通るには危険。そこで海底を掘り下げる浚渫工事が実施された。全国から40隻の浚渫船が集められ、更に最新式の浚渫船2隻が新造された。この浚渫工事には約5000万円の予算が使われた。
なお④計画では3・4番艦である信濃と111号艦の建造を計画したが、同様の偽装により40,000t級戦艦2隻の要求とし、駆逐艦2隻と潜水艦1隻を架空計上している。つまりこのときは大和型戦艦1隻の建造費は40,000t級戦艦1隻+駆逐艦1隻+潜水艦0.5隻分となっていた。
海軍士官の中でも防諜が徹底していた一例として1939年1月軍令部に異動し、⑤計画の航空関係の策定作業に関わった三代一就は、「艦艇の建造計画については担当外でもあり、また知らされてもいなかった」と述べている。しかも、要求した航空兵力の増強はほぼ全て取り入れられたため、大和型に予算を削られたという意識すら抱いていなかった。

### 建造施設
建造に当たり施設周囲の民家では、ドックを一望できる向きの窓は塞ぐように指示が出され、鉄道においても、施設周辺地域に列車が近づくと、当時一般的だった「要塞地帯」での取り扱い同様に、窓のカーテンや鎧戸を閉めるように指示が出されていた。日本海軍は建造に当たって多くの施設を新設、改造したが、その際に呉工廠では建造ドックに覆い屋根が設けられ、長崎では三菱長崎造船所の船台の対岸に倉庫群を建設して眺望の遮蔽が図られている。新設された横須賀第6ドックの場合、機密保持の容易性も建設に当たって条件の一つとされ、横須賀市街側から同ドック内の様子をうかがうことは不可能である。
建造に携わる工員は徹底的な身元調査の上、機密を漏らさないことを約束した。根幹に関わる技師は宣誓書に署名捺印した。艦の設計図は持ち帰らないことを徹底させ、保管は二重の金庫にしまうほどであった。武蔵建造中に製図庫で図面が一枚紛失する事件があった際には、図面取り扱いに関係した人間に対して特高による取り調べが1か月以上に渡り行われ、何名かは拷問などで職場復帰不可能になってしまった。判明した犯人の少年製図工は懲役2年執行猶予3年の刑を受けて家族と共に中国へ強制移住させられ、行方不明になったと言われている。その後の吉村昭の取材によれば、長崎に戻ったのち家庭を持ったが、終戦後に急性肺炎で死亡した。

### 呼称の偽装等
主砲が46cm砲であることを隠匿するために制式名称を「九四式四十糎（サンチ）砲」と呼称したほか、46cm砲の砲身製造設備は呉海軍工廠にしかないため、三菱重工長崎造船所で建造され、そこで艤装を受けた2番艦武蔵や、横須賀海軍工廠で建造されていた3番艦信濃への主砲兵装輸送のために砲運搬用の給兵艦樫野が建造された。信濃の場合は主砲据付前に空母への改装が決定し実際には主砲の運送は行われなかった。

### 竣工後の取り扱い
大和乗組員さえ正確な口径は知らされなかったばかりか、大和を視察に訪れた連合艦隊司令長官の山本五十六でさえも説明を断られているなど、正式な手続きがなければ海軍のトップでさえ詳細を知ることはできなかった。『戦艦大和建造秘録』にはレイテ沖海戦の時期ですら、大和型戦艦を指揮下に収めていた栗田健男提督は「主砲口径が46cmであることを知らなかった」と米軍の調査団に陳述している事が書かれている。天一号作戦時の第二艦隊砲術参謀・宮本鷹雄も米軍調書NAV第50号において同様の証言をしている。艦隊の指揮に関わる高級士官は直接砲の操作に当たる訳ではないが、これらは指揮下の戦艦の攻撃能力を正確に知らされていなかった事例である。ただし大まかな情報となると別で、捕虜となった将兵の中には「45センチ砲」といった推測を米側に供述している者が居る。捕虜尋問所トレイシーで得られた情報は、全長900フィート(約274m)、三連装45 - 48cm主砲三基、20cm連装砲台四基、40mm速射高射砲多数、排水量約5万トン、速力25 - 35ノット（巡航速度28ノット）である。
また戦艦の主砲に関わった者ならば46cm砲であることを推測することは容易であり、「長門」の41cm砲伝令員だった近江(連合艦隊司令長官付従兵長)は「大和」の砲塔内部を見学して46cm砲の巨大さに圧倒されている。また千早正隆のように、機密を知る艤装員や艦長が転勤して他の部隊に行くという事例も多かった。
艦名については、艤装員付として軽巡洋艦鹿島より転属した三等機関兵曹の履歴表に「大和」と捺印されていた。また無線通信では「大和、武蔵」の艦名が公然と呼称されており、昭和天皇が「武蔵」に乗艦した際にも『御召艦武蔵』と日本海軍全体に通知されている。水雷戦隊はおろか駆逐艦の戦闘詳報にも「大和、武蔵」の艦名が記載されている。

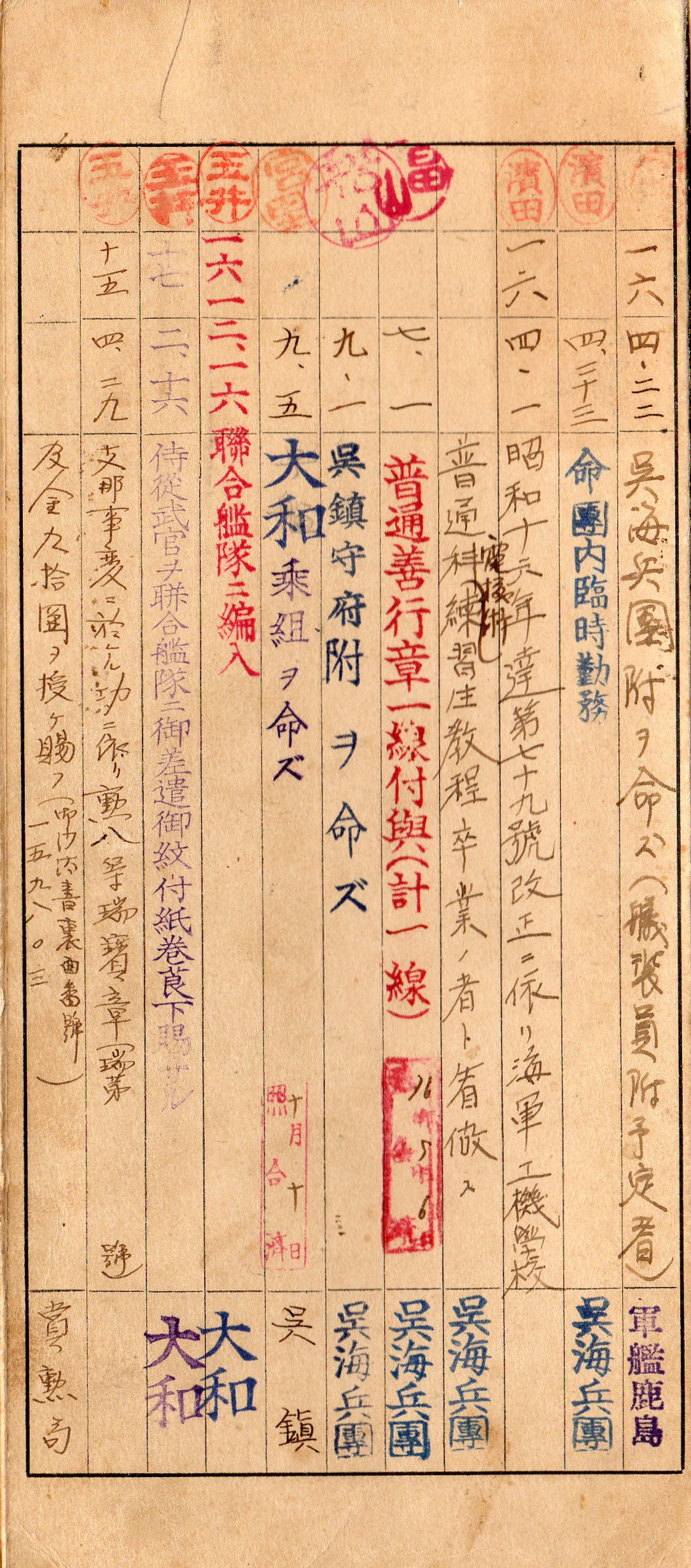
機関科に所属していた三等兵曹の履歴表

淵田美津雄(真珠湾攻撃時赤城飛行隊長)は海軍大学校在籍中の1936年、「丸四計画」を知って大西瀧治郎航空本部教育部長と共に反対論を唱えている。海軍兵学校を卒業後、航空搭乗員の訓練を受けていた 豊田穣は、練習機に搭乗中、教官が機上から「大和」を紹介してくれたと述べている。
また横須賀海軍砲術学校で教育された第一期特年兵が戦艦「武蔵」に配属になる際、「武蔵乗組みを命ず」と面前で紹介され、特年兵同期生達がどよめいたというエピソードが残っている。砲術学校志望者が、第一から第三希望まで全て「大和」で統一した例もある。
呉では、公用使として上陸した兵（坪井）がポケットに手をいれて本屋にいたところ、巡邏隊に連行されてしまった。日本海軍においてズボンのポケットに手をいれることは厳禁だった。詰所で「大和所属」と名乗ったところ、巡邏隊は「一号艦か」と突然態度を変え、簡単な注意だけで解放された。1944年12月の東南海地震では、大地震に遭遇して帰艦時刻に遅れそうになった数名が海軍無線局で「大和」乗組員であることを名乗り、艦に連絡を取っている。同月、有賀幸作大佐が大和艦長に任命された時、浜名海兵団にいた長男に対し本来「ウ五五六」（大和の秘匿番号）とすべきところ「大和艦長　有賀幸作」と艦名を書いた手紙を送っている。ただし、大和艦名が書かれたのは最初の一通だけだった。下級将校も艦名を知っていたと思われ、大和配属が決定した少尉が妻に「大和配属になった」と打ち明けている。
またトラック泊地では内火艇が迎えに来る際、内火艇の水兵が大声で「武蔵乗組みの者はいないか！」と怒鳴っていたという。ここでは「大和農園」や「武蔵農園」があり、下士官兵がカボチャやキュウリといった野菜を作っていた。
社会一般では、1942年（昭和17年）12月8日には艦形・艦名・要目等は一切明らかにされなかったものの「新鋭艦」が既に数隻存在するという海軍関係者の発言が報道された。これは当時の雑誌・書籍類からも確認できるが、実際に紙面を飾ったのは利根型重巡洋艦「筑摩」である。また、大戦末期になると大部分が噂話程度のものであったが「長門や陸奥より大きな軍艦」が存在するという情報が少なからず広まっていたようである。山田風太郎が記した1943年（昭和18年）2月3日の日記によれば、山田は海軍少尉の友人との会話で『日本の新戦艦中には「大和」「武蔵」という八万トン級の凄いものがあること』を教えられている。大和沈没時には、呉でも「大和沈没」の噂が流れた。
対する米軍は大和型戦艦の名称を把握しており、大和沈没時、捕虜に制作させた『米軍の猛攻を受けた「大和」は航空機1機の援護もなく沈没し、姉妹艦「武蔵」もフィリピン海戦で沈没した』という内容の宣伝ビラを投下している。

### 過剰な機密主義への反省
これほどまでに徹底して大和型戦艦の機密を守ろうとした理由は、大和型戦艦の主砲が18インチ砲であると露見した場合、米国はただちに18インチ砲戦艦を建造し、「質」の面でも日本海軍と同等になると推測されたからである。牧野茂は、日米戦艦の甲鉄防御を比較した際、「設計で見逃されたところも少なくないと思われる。基本計画が軍機扱いの密室的環境で実施されたところに原因の一端がないとはいえない。機密扱いは、それによって得る利益よりも、そのために失われるところの方が大きいことを銘記すべきである」と批判している。

## 列強の情報活動
この節では主に、平間洋一「大和を巡る米海軍の情報活動」（『戦艦大和』講談社選書メチエ）を参考に記述する。大和に対しての対日情報活動を米側から調査した成果はジャクソンビル大学主任教授で博士のクラークと日米関係史を専攻するクラーク夫人が行った研究が元になっている。
日本海軍が1937年に条約を脱退してから後、艦艇建造に関する機密は極めて厳重に保持された。米国では1936年の時点において、日本の新型戦艦建造について16インチ砲搭載43,000 - 46,000トン級超弩級戦艦3隻を建造しているという風聞が流れ始めていた。米海軍情報部（ONI）なども対日情報の収集に尽力したが、そうした報告は常に米海軍では過小評価された。情報収集は1941年に専門誌に載った予想では45,000トンかそれ以上の排水量を持ち、16インチ (40.6cm) 砲ないし18インチ (45.7cm) 砲9門を搭載した、速力30ノット程度の「日進型戦艦」が最大5隻建造されていると記述されていた。第二次ロンドン条約では、戦艦の基準排水量制限が拡大されて、最大45,000トンとなった。日本外務省は、アメリカが51,000トンまで容認するとの観測を伝えている。この制限も第二次大戦の開戦により条約が無意味となった結果、無視され、未成のモンタナ級戦艦では60,000トンを越える設計となった。米国は空母についても、速力や搭載数を過少に見積もり、その代わり保有数を実際より多い9ないし10隻（建造中1ないし2隻）と判断していたり、実在しない18,000トン級の「快速大型巡洋艦」3隻（12インチ砲8 - 9門、速力40ノット）の建造情報を掴んだり、同じく実在しない「秩父型大型巡洋艦」を秘かに建造している事に対抗する必要があるという判断から、アラスカ級大型巡洋艦を建造しているなど、機密保持はかなりの効果を発揮していた。
当然ながら、日本は戦艦建造に関する公式発表を曖昧なものとした。1937年5月に、米内光政海軍大臣は「日本は他国に脅威を与える軍備を企図しておらず、16インチ以上の主砲を搭載する大型艦の建造などというのは、根拠を欠く憶測」と発言している。この発言を受け、当時の海軍武官ビーミス米海軍大佐は「現存している主力艦を大きく越える主力艦を建造したり、現在使用しているものより大口径砲を搭載することは企図していないという見方が強まっている」と報告した。ビーミスはアタッシェと呼ばれる日本駐在の各国海軍武官の集まりにも参加しており、そこで交換した情報も報告されている。それによれば、英国武官情報として、日本が16インチ砲を搭載した45,000トン級戦艦を、横須賀と呉で1隻ずつ建造していると考えていた。さらに佐世保で同型艦の建造が進められ、最終的には4番艦も建造すると判断していた。
機密保持は同盟国である独伊相手にも徹底していた。ドイツ側の駐日武官は日本がドイツ側の海軍工廠視察要求を拒否したため、ドイツも日本の海軍武官の視察を拒否すべきであると、本国に要請していた。
こうした状況から、日本の国家予算から建造艦艇を推測する試みも行われた。米国は1937年の第三次海軍軍備補充計画は戦艦4隻の建造に足るものと推算したが、この数字には1933年から1937年にかけての労働賃金や物価の上昇が含まれておらず、実質的には予想不可能と判断していた。1940年4月、ハットン少佐は情報を整理し、16インチ砲を搭載した戦艦8隻を日本が建造中であると報告した。しかし、米海軍大学校はこの情報を重視せず、1940年6月の机上演習でも、16インチ砲9門を搭載した日本海軍新型戦艦4隻が配備されているという想定で行われた。1941年11月26日付「太平洋艦隊情報文書第1-42号」の日本海軍戦艦完成という項目には、紀伊半島沖で識別された新型戦艦「ヤマト」という文章が残っている。
太平洋戦争が勃発すると、捕虜の尋問などで大和型戦艦に対する情報収集が行われた。その一方で、日本が大和型の主砲呼称を40センチ砲としていたこともあり、1942年10月時点でも米海軍情報部では日本の新型戦艦は16インチ砲搭載艦と判断していた。
日本は1943年7月16日に、ヒトラー総統の特別要請に応えて、ドイツ海軍駐日武官ヴェネッカー中将に対して大和の視察を許可したが、機密保持の観点から視察は表面的で、限られた区画を1時間程度しか行わせなかった。そして要目も基準排水量42,000トン、40cm砲9門、25ノットと伝えた上で、本当のデータをヒトラー総統が知りたければ、連絡武官を派遣して、直接口頭で伝えるという姿勢を取った。実際、東京からベルリンに送られたこうした大和型戦艦に関する電報は米国に傍受され、米側が大和を42,000トン、16インチ砲戦艦と判断する強い判断材料となった。
しかし、1944年2月4日、B-24爆撃機2機がトラック諸島上空で撮影した大和型戦艦の写真解析は、米海軍情報部に波紋をもたらした。写真に写った新型戦艦は、基準排水量60,000トン以上、全長289.5m、全幅33.5m、18インチ砲9門を主砲に持ち、8インチと5インチの副砲を持つと判断されたのである。だが、1944年4月に押収した日本海軍の文章でも、大和と武蔵の要目はドイツ側報告と同じだったため、1944年9月の『米海軍情報週報』でも大和型の要目は過小評価されたままだった。最終的に米海軍は、大和と武蔵を撃沈した後でも、42,000トン、16インチ砲9門、28ノット程度と考えていた。一方で日本海軍が18インチ砲の試験を行っているとの情報を1942年頃には得ていたため、主砲口径について信用できる情報を持っていなかった。
沖縄特攻時に、大和迎撃を命じられた米第54機動部隊では、4月7日早朝から参謀会議が行われ「大和が18インチ砲なら45,000ヤード (41,148m) の射程を持つが、デイヨー艦隊は16インチ砲戦艦でも42,000ヤード (38,404m) に過ぎず、アウトレンジ射撃を受ける危険性がある」と指摘された。また旧式戦艦より高速の大和が突破に成功した場合、輸送船団が攻撃を受ける可能性もあったが、明確な解決策は見いだされなかったとされている。
終戦直後、米海軍は対日技術調査団(U.S.Navy Technical Mission to Japan)を日本に送り、半年あまりに渡って技術調査を実施した。終戦により一切の機密が解除されたため、建造・運用に関わった海軍技術者たちは調査団の質問に正確に回答するよう務めた。ただし質問を受けなかった事項に対しては説明はしなかった。調査団は幾つものレポートを発表したが、福井は「その中にもじつは、誤ったことが決して少なくない」「とうじ米国が建造用意中であった代表的巨艦モンタナ型について、先方の設計主任官と、とうじの方針やら、プラクティス、また、用兵部内からの要求とか戦訓、そのようなものをふくんで、たがいにディスカッションをしないと十分な効果はないであろう」と述べている

## 同型艦
完成し、実戦投入された同型艦は大和、武蔵の2隻。
武蔵に続く第四次海軍軍備補充計画で110号艦、111号艦建造が決定した。110号・111号艦は、大和で不十分とされた連合艦隊旗艦設備を充実させ、過大と判断された舷側装甲厚・甲板装甲厚・主砲バーベット装甲厚を減じ、艦底を三重底化（一部区画は二重底のまま装甲を強化）して水中防御を強化しているため、準同型艦として扱われる。スクリューの直径も異なり、大和と武蔵が5mであるのに対して信濃は5.1mで建造されている。3番艦信濃以降の新戦艦は高角砲には長10cm高角砲を搭載する予定だったとする説が多い。
| 艦名    | 建造所         | 起工          | 進水          | 竣工           | 最後                         |
| ------- | -------------- | ------------- | ------------- | -------------- | ---------------------------- |
| 大和    | 呉海軍工廠     | 1937年11月4日 | 1940年8月8日  | 1941年12月16日 | 1945年4月7日沈没             |
| 武蔵    | 三菱長崎造船所 | 1938年3月29日 | 1940年11月1日 | 1942年8月5日   | 1944年10月24日沈没           |
| 信濃    | 横須賀海軍工廠 | 1940年4月7日  | 1944年10月8日 | 1944年11月19日 | 空母改装、1944年11月29日沈没 |
| 111号艦 | 呉海軍工廠     | 1940年11月7日 |               |                | 開戦後建造中止、解体         |

110号艦は太平洋戦争開戦と共に戦艦としての完成を断念したが、船体（船殼）はかなり完成していたためにドックを空けるための船体建造は進められ、のちに計画変更されて航空母艦信濃として竣工した。もう一方の111号艦は工事が進捗していなかったため、開戦と共に建造中止・解体されている。空母として竣工した信濃には、砲の生産能力や予算面から回航時に八九式12.7cm連装高角砲を搭載したという説と、沈没時には高角砲は搭載されていなかったとの説もあり、詳細は不明である。
また、第五次海軍軍備補充計画では、後継艦に水中防御などを改良した797号艦（改大和型戦艦）や主砲を51cm連装砲塔に変更し、各種防御を51cm砲対応に強化させた発展型の798号艦、799号艦（超大和型戦艦）も計画されたが、いずれも起工には至っていない。
八八艦隊計画で未建造となった紀伊型戦艦には「紀伊」、「尾張」の艦名が使われていた。「甲斐」や「讃岐」という見解もあるが、確証はない。

## 略歴

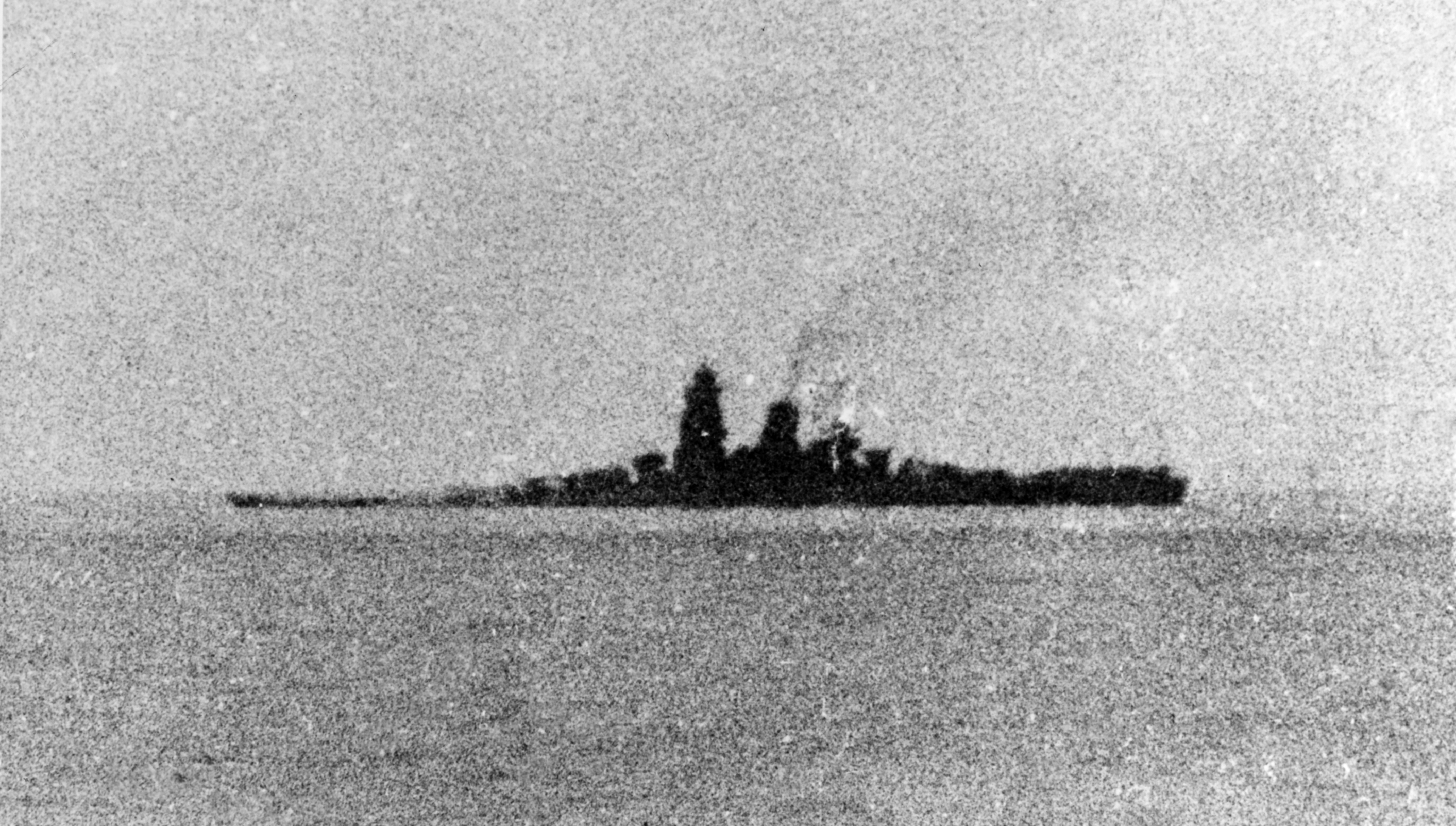
艦首を大きく沈下させた武蔵

太平洋戦争時の戦闘は航空機主体の戦術に移っており、大和と武蔵が敵戦艦と水上戦を行う機会はなかった。また米軍が大和型戦艦と同世代の戦艦10隻（ノースカロライナ級2隻、サウスダコタ級4隻、アイオワ級4隻）を様々な任務に投入したのに対し、日本海軍そのものが、大和型戦艦2隻の利用に消極的だった。イギリス軍事評論家オスカー・パークスは「大和、武蔵の2艦ともに、同じような強さの相手に遭遇しなかったことは残念であった」と述べている。
大和の初陣はミッドウェー海戦であるが、これも連合艦隊旗艦として機動部隊の後方を進撃しただけだった。
続くガダルカナル島をめぐるソロモン諸島の戦いにおいて、アメリカ軍はノースカロライナ級戦艦やサウスダコタ級戦艦を始めとするありとあらゆる軍艦を投入したのに比べ、海軍は高速ではあるが旧式の金剛型戦艦のみを投入し、新鋭戦艦たる大和型は温存された。1942年当時の日本は資源輸送に使用すべきタンカーまでも海軍作戦に使用した。大和と武蔵は、激戦が続くソロモン海に出撃できなかったため、他艦の乗組員からは「大和ホテル」「武蔵御殿」と揶揄された。1942年9月18日には「大和」「陸奥」が前進部隊の補給艦「健洋丸」にそれぞれ4,500トン、さらに2隻に燃料補給を行った。同11月9日にも「大和」「陸奥」は出動部隊に米麦を提供している。

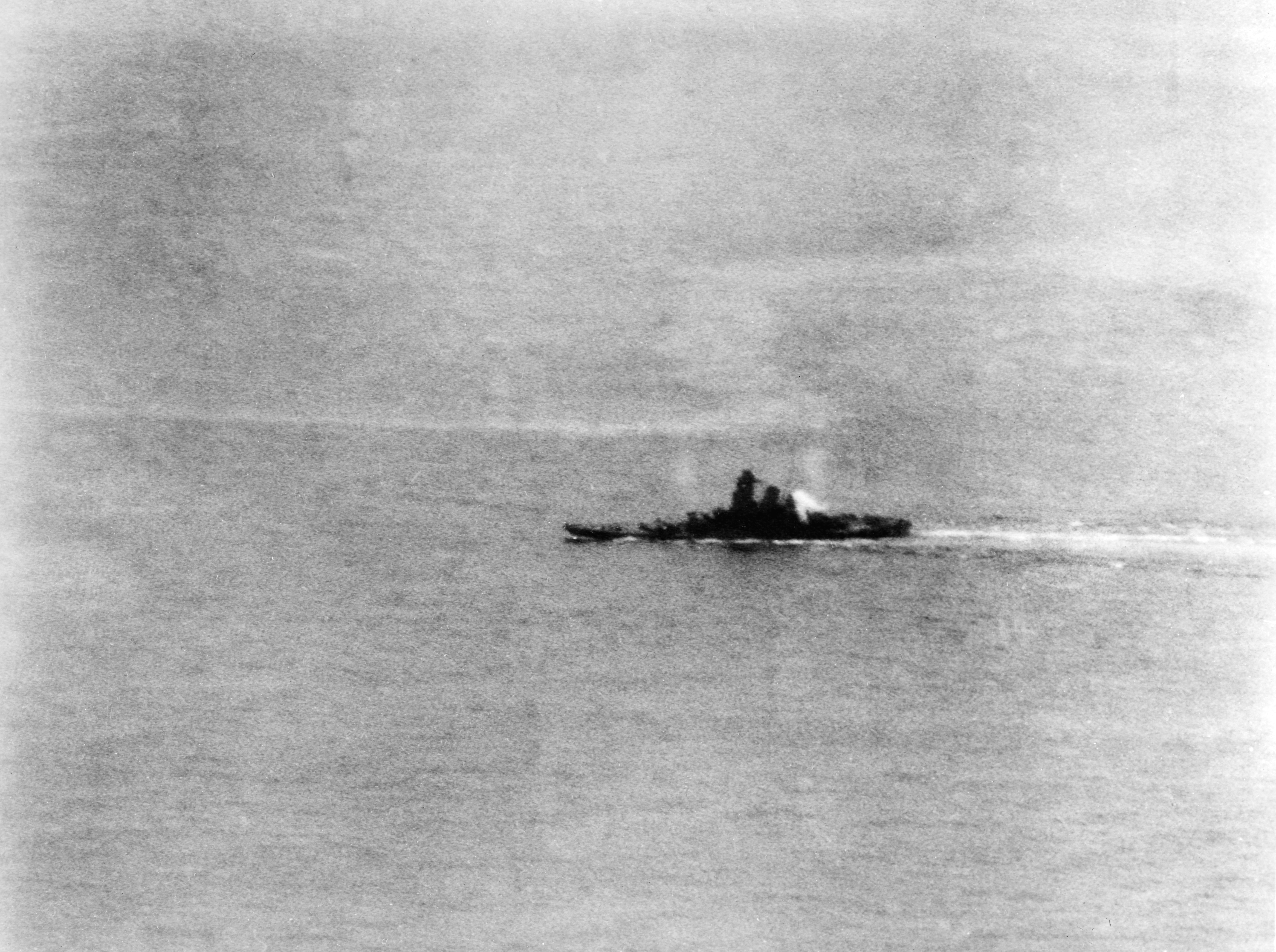
被雷により左舷に大きく傾いた大和

大和型戦艦による実戦での主砲砲撃が初めておこなわれたのはマリアナ沖海戦での対空砲撃であり、続くレイテ沖海戦でも対空防御のための砲撃をおこなった。レイテ沖海戦で武蔵は撃沈されたものの、航空魚雷20発以上、爆弾18発以上と言われる命中弾を受けても5時間以上浮いていた堅固な防御力は特筆すべきものがあるが、被雷の振動で艦橋トップの主砲射撃方位盤が故障し、主要防御区画内に浸水が発生するなど、弱点といわれた部分を次々と露呈する戦闘ともなった。その後発生したサマール沖海戦で、大和は米護衛空母部隊に対して32kmから遠距離砲撃を加えた。これが大和型戦艦が主砲を敵水上艦艇に発砲した最初で最後の戦いであったが成果を上げることはできなかった。
なお、空母に改装され、突貫工事の末1944年11月に竣工した3番艦信濃も、横須賀から呉への回送のための航海途中に潮岬沖で米潜水艦の雷撃をうけて沈没した。
残された大和も、最後には天一号作戦に投入され撃沈された。武蔵が沈むまで10時間かかったのに比べ、大和が2時間の戦闘で沈んだのは、日本軍の戦力が減退し護衛艦隊が薄弱で攻撃目標艦を絞りやすかったことや、当日の天候が悪く、大和から米軍機の視認が難しかったことなどによる。さらにレイテ沖海戦時の米軍は爆撃機と雷撃機が交互に攻撃していたのに対し、沖縄特攻時には戦闘機、爆撃機、雷撃機が複数方向から同時に攻撃するため、対応が難しくなっていた。また米軍が武蔵の戦訓から片舷に雷撃を集中させたという論があるが、米軍にその意図は見られない。武蔵が受けた20本以上の魚雷のうち、右舷に命中したのは4 - 5発のみとする証言もある。

## 評価と批判

### 設計過程
当時の日本海軍の造船官、平賀譲と藤本喜久雄の間には確執があり、大和型戦艦の設計過程にも大きく影響している。この中で、平賀の意見が強まったことで大和の性能を不当に低く設定してしまったという批判が遠藤昭などからなされている。藤本の技術的革新主義が、友鶴事件、第四艦隊事件の他、溶接技術の未熟（機関製作にも溶接は重要な要素技術である）、高圧蒸気の扱いや大トルクの減速歯車技術等の未熟、ディーゼルの失敗などで否定されてしまい、造船官の権威を失墜させた以上、設計が平賀的（保守的）なものに回帰したことは大和型にはプラスに働いたという評価もある。平賀は大和型の計画と建造と平行して進んでいた「臨時艦艇性能改善調査委員会」の席上、西島亮二に対しても「艦体が折れたのは、電気溶接を無闇に使用したからだ」などと批判し、1936年1月には「船体構造電気溶接使用指針」を発行、この文書は使用箇所を構造強度の根幹に関わる部分に使用しないよう指定する内容であった。溶接推進派の造船官の一人、福田烈に対しては技術が進歩すれば溶接を使っても良い旨語っており、また、福田との議論の中で「残留応力の面から不当の判決を受けた」「終いには溶接の性質をよく理解され、溶接に対する考え方が変わられた」といった平賀自身の考え方の推移も証言されている。
また、戦艦設計は平賀一人の手で行う物ではなく、多くの技術者の手を経て膨大なマンパワーを必要とするため、平賀が細部まで設計を行ったわけでは無い。牧野茂は大和型戦艦の船体が藤本の設計した最上型重巡洋艦と似ていたことを指摘した上で、「最上の計画主任の魂が、自ら大和に宿ったようだ」と述べている。
機密保持に熱心だった反面、技術情報の収集には当事者が問題を感じている。牧野茂はH.E.Rossellの「Historical Transaction 1893-1943 "Type of Naval Ships"(1945 SNAME)を戦後40年以上経過してから再読した際、「造船設計に関してはいささか自負慢心が強く、諸外国の技術情報蒐集に真剣身を欠いたと感じる」と述懐している。

### 搭載砲

#### 46cm砲について
大和型に搭載された46cm砲（18.1インチ砲）は「世界最大の艦載砲」と言われ、ギネスブックにも認定されている。
同クラスの砲を装備した例としては35口径45.7cm砲（18インチ砲）2基を搭載したイギリスの大型軽巡洋艦フューリアスがある。
アメリカでは第一次大戦後に18インチ砲の試作を行うも1922年に約50％の完成度で中止となり56口径16インチ砲として1927年4月に完成する。その後1941年9月に再び改造されアメリカ初の47口径18インチ砲が完成した。
計画・構想段階の類例
1918年、日本海軍は八八艦隊第十三号艦型に46cm砲8門を搭載すべく、秘匿名五年式三十六糎砲（19インチ砲/48cm砲）を製造し、試射に成功した。この砲は瀬戸内海倉橋島、亀ヶ崎大砲試射場に残され、戦後米軍が撮影している。この砲は試射時に尾栓が破壊されたが、大和の46cm砲設計に先立ち修理、再度試射された。また、本型の強化発展型である超大和型戦艦に搭載する予定だった51cm砲を試作し、実用化の目処も付いていた。(超大和型戦艦が実現・完成した場合は本型の主砲も全て20インチへ格上げする予定であったとの記録が残っている)
アメリカは第一次大戦後の1922年頃には47口径18インチ砲の開発を行うが中止された。当時、サウスダコタ級戦艦の次の戦艦（アイオワ級）は、同艦の16インチ3連装砲を18インチ連装砲に換装したタイプで構想された。アイオワ級やモンタナ級では18インチ砲搭載案も俎上に上がっていた。
イギリスはフィッシャー提督の構想の下、20インチ砲搭載の巡洋戦艦インコンパラブルが計画され、また第一次世界大戦後にはN3型戦艦に18インチ砲を搭載する計画とし、発注寸前まで行ったことがある。
ドイツもZ計画とその後のケーススタディで、42cm砲、48cm砲、そして遂には日本同様に51cm砲搭載の戦艦を試設計している。

##### アウトレンジ射撃について
NHKの『その時歴史が動いた』にて、46センチ砲を搭載している大和は「敵の砲弾の届かないところから一方的に攻撃できることになります」という内容を語っている
大和型戦艦は味方制空権下においてアメリカ戦艦をアウトレンジする構想で計画された｡ 1939年6月に策定された「聯合艦隊戦策」では､アウトレンジ戦法を｢敵の射撃開始に先立ち一大打撃を加え｣｢勝敗の帰趨を決するは、帝国海軍にとり戦勝の一大要訣である。｣と同戦法を重視している｡
戦艦長門は昭和14年に観測機を用いた間接射撃で32,000mで12パーセントの命中率を発揮した。こうした訓練の成績を裏付けとして帝国海軍は「32,000m以上の砲戦に強い自信を持っていた」。
日本海軍は訓練・戦術研究を経て砲戦に大きな自信を抱き「艦隊同士の海戦ともなれば､アメリカ海軍の戦艦の砲が火を吐かぬ前に､その長大射程を持つ｢大和｣｢武蔵｣の46センチ主砲で､アメリカ艦隊を全滅させ得る」という確信を抱くに至った｡
大和型戦艦は41,000mでの観測射撃を完了しておりアメリカ戦艦の10隻から15隻を射程外から撃沈撃破する想定で訓練していた。
46cm砲弾が遠距離で命中した場合の効力について、長門型またはワシントン型戦艦に対し1発の命中で弾火薬庫に引火して誘爆轟沈する可能性が25%と判断されていた。「二発の命中なら半分は轟沈、半分は落伍となる見込み」。米戦艦隊は多数であるため大破した米戦艦は長門型などに譲り、大和型は新たな米戦艦群に対し効率的な射撃を実施する。
実際のサマール沖海戦で大和は6時59分に空母に対し最初の徹甲弾射撃3斉射を実施した。始め標的となったホワイト・プレーンズによると日本軍の砲弾は艦隊中央および右舷艦首の約300ヤード先に着弾した。つづいて染料の入った多数の砲弾が付近に着弾し始め、砲戦開始から約5分後の7時04分に6発の砲弾の夾叉を受けた。
「この一斉射は、本艦をノギスで測るように左艦尾から右艦首へ対角線上に前部に４発、後部に２発が落下した。」「その射撃は砲術士官に望みうる最高のものであった｡」。
ホワイトプレーンズが煙幕を張ったため日本軍はセントローに砲火を移した。セントローは榴散弾の破片で損傷し死傷者も出た。スプレイグ提督は「この時点では、どの艦船も大口径の砲火により、あと5分も生き延びられるとは思えなかった」と語る。
しかし米空母部隊は前方のスコールに入り込み、煙幕の効果と併せて、日本艦隊の砲撃から逃れることに成功した。大和の空母に対する砲撃は6時59分から7時9分までの約10分である。命中弾の無かった理由は視界不良により一隻の空母に対し3斉射から1斉射しかできなかったため。
上述の砲術教官黛治夫の解説の通り、遠距離射撃では最初の弾着を観測したのち修正を行い、再び斉射を行い、弾着を目標に接近させる必要があるが、命中までに必要な時間と斉射回数は得られなかった。
その後、大和は観測機を2機発進させたが米戦闘機の追撃により有効な弾着観測はできなかった。 
アメリカ戦史研究家のRobert Lundgrenの研究調査では、大和個別での戦果は
・護衛空母ホワイト・プレインズへの砲撃は至近弾数発。右舷機関室が破壊。
・駆逐艦ジョンストン(USS Johnston, DD-557) への砲撃は46cm砲弾3発、15cm砲弾3発被弾 
と結論している。
大和の主砲射撃104発の内容は以下の通り。
6時59分　31,500m　空母　5斉射、第3斉射目から徹甲弾射撃
7時06分　30,500m　空母　1斉射
7時09分　33,200m　空母　2斉射
7時25分　18,500m　巡洋艦　1斉射
7時53分　06,900m　駆逐艦　2斉射
8時22分　21,400m　目標B?　7斉射　電探射撃
海戦後に横須賀海軍砲術学校では射撃用電探の必要性を主張している。
｢圧倒的優勢を得な乍ら之を殲滅するまでに戦果を徹底し得ざる原因を探求する時、目下帝国海軍の水上砲戦術能力向上第一義的喫緊施策は正に電測射撃能力向上に帰すべきを痛感す。｣
「即ち、我が術力(電探出現前の砲撃)の方式より看れば極度に向上し艦隊に於いて強き自信を有するにもかかわらず｣｢遂に存分の戦果を挙げなかったのは、一に我が電測能力貧弱の虚に乗じられたものである」『比島沖海戦並びに其の前後に於ける砲戦戦訓速報』

##### 爆風と雷撃の衝撃
レイテ沖海戦において、武蔵は第一次空襲の際に主砲射撃方位盤が故障し、主砲射撃指揮所からの統一射撃が不可能になり、第二次空襲以降では各砲塔による各個照準及び射撃となったと言われている。ただし、武蔵の主砲第一発令所の九七式射撃盤を担当した布田昇の証言によると「まず第一波の攻撃で命中した魚雷のため、前部方位盤の旋回部分が歪んでしまい、旋回不能となった。直ちに後部方位盤に切り替え、戦闘を続行」ともあり、射撃方位盤故障がどの程度砲撃に影響したのかは不明である。
武蔵の加藤副長付信号兵として第二艦橋に勤務していた細谷四郎兵曹によれば、武蔵が主砲を発射したのは昼食を食べ終えてからの最初の空襲で、午後1時30分 - 午後2時頃と証言している。さらに一番砲塔に装填された砲弾が砲身内で爆発する危険性が報告され、「右砲戦方位90度、三万、各砲塔発射」命令が越野砲術長から出された。細谷の証言によれば、午前中の空襲で主砲発射爆風被害と言われるものは副砲、午後には主砲爆風が含まれていることになる。
先にも触れたとおり、前檣楼トップの主砲指揮所の射撃盤は、大和はトラック島沖で、武蔵はレイテ沖海戦で、各々一発の魚雷命中の衝撃により、戦闘初期にすでにズレ（大和）、旋回不能（武蔵）となっているとされ、爆風被害ではなく雷撃衝撃が射撃盤を狂わせたと考えられる。武蔵と運命を共にした艦長猪口敏平少将（砲術の大家と名高かった）の遺書にも耐衝撃性を上げるよう改善する必要があると記されている。
また、1944年（昭和19年）10月25日の対空戦闘について、大和の戦闘詳報には「後部主砲塔射撃のため、後部左舷所在の機銃員数名が火傷を負う」という記述があり、機銃に対する通報に齟齬があった要因が、射撃方位盤だけでないこともうかがえる、主砲射撃による爆音の中での、機銃群への迅速通達は容易ではないことから、3番主砲塔と後部機銃群との間に砲塔危険界通報装置の設置が要望されている。

#### 副砲について

##### 対空攻撃能力について
大和型戦艦の副砲は条約型巡洋艦、駆逐艦に対処するためのものだが、対空射撃には有効とは言い難く、副砲を全廃して両用砲に転換したノースカロライナ級やキング・ジョージ5世級の方が先進性があったと言われる。平間洋一の場合、米新戦艦に対して劣っていた旨を記述している。海軍砲術学校防空部は、15.5cm砲を廃止して10cm高角砲に変えるべきという意見を提出している。しかし、大和型2隻の戦闘詳報によると副砲は遠距離での雷撃機等の迎撃に有効であるとの記述があり、通説とは逆に日本海軍は副砲の対空能力を高く評価している。
実際、仏独伊が大和型と同時期に建造した戦艦でも副砲と高角砲は分離されている。特に仏海軍では、ダンケルク級で一旦両用砲を採用したが、両用砲は平射砲としても対空砲としても能力不足という判定から、次のリシュリュー級で、再び高角砲と副砲に分離しているという事実はあまり認知されていない。現実にキング・ジョージ5世級の両用砲は、装填機構や砲の追従性の問題で対空射撃が困難であったと判定されている。ノースカロライナ級以降の米戦艦搭載両用砲（38口径12.7cm両用砲MK.28）は、対水上砲として考えた場合、有効射程が短すぎて、駆逐艦の雷撃を阻止できない可能性が多分にあり、能力不足と指摘されている。第三次ソロモン海戦では同砲を装備した戦艦ワシントンとサウスダコタが日本軍水雷戦隊を迎撃したが、駆逐艦綾波を撃沈したのみで水雷戦隊の阻止に失敗し、雷撃を許している。合理的な両用砲だが、多くの海軍が採用しなかったのは理由があるのである。
大和型の副砲は、充分な数の護衛艦を持てない劣勢な海軍（米英以外の全て）が、敵の水雷戦隊を「魚雷を放つ以前の距離で迎撃する」ための兵装である。つまり12.7cm程度の小口径高角砲では、水雷戦隊阻止に充分な有効射程を持てないため、より大口径の副砲が必要という観点から配置されている。主砲を水雷戦隊の迎撃に使用する愚を考えるなら、分離は一理あるという説もある。実際、サマール島沖では、大和は近接した米駆逐艦ジョンストン、ホーエルに副砲で命中弾を与えたとの説がある。
しかし、上記のジョンストン、ホーエルともに大和の副砲が命中したのは可能性があるのは雷撃が実行された後であり、第三次ソロモン海戦でのアメリカ戦艦同様、雷撃の阻止に失敗している(特にジョンストンは副砲が命中した後も戦闘を続行している)。実戦では大口径の副砲でも「魚雷を放つ以前の距離で迎撃する」事はできず、水雷戦隊阻止においての優位性が証明される事はなかった。

##### 砲塔防御について
「主砲塔直後に配置された第1・4番副砲は、大和型防御の欠点である」という説がよく語られる。完成前の武蔵に艤装員として勤務した千早正隆が指摘している。概ね「副砲塔は25mmの装甲しか施されておらず、駆逐艦主砲の5インチ砲弾も防げなかった。従って爆弾や大角度での落下砲弾がここに命中した場合、砲爆弾は副砲弾薬庫に達して炸裂し、これが隣接する主砲弾火薬庫を誘爆させて轟沈する可能性を秘めていた。手直し程度の改善はあったものの、この欠点は最後まで解消されなかった。両舷への指向が可能という利点にこだわった設計ミスだった」というものである。千早が副砲に関する懸念を山本五十六に訴えると、山本は「副砲を撤去して蓋をしておけ」と返したとされる。また大和沈没の原因は、副砲付近で発生した火災が第三主砲弾薬庫に引火した結果だという説もあるが、これは後の海底調査の結果否定されている。
大和型では、副砲塔そのものの装甲を妥協する代わりに、副砲の弾火薬庫を厚い装甲で囲まれた主要防御区画内に配置していたため、直接弾薬庫に貫通弾を受ける可能性は高くはない。また副砲塔と弾火薬庫の間に防焔扉を設置し、副砲塔に貫通弾を受けたとしても弾火薬庫に被害が広がりにくいように配慮された。副砲塔に過大な防御を施すと、高速の敵駆逐艦を撃退するため高い機敏性が求められる副砲の旋回性が失われる可能性があり、副砲塔そのものの防御には限界があった。大和の設計に当たった松本喜太郎によれば副砲の防御は「砲塔と弾火薬庫との間に充分な防炎装置を設けているから」という考え方で進められたため、弾丸防御上の弱点になった旨を述べている。
副砲塔の装甲の薄さは懸念材料の1つであり、武蔵では、建造中に「副砲の装甲を主砲塔並に強化せよ」という申し入れが連合艦隊司令部からあった。最も初期の低評価のひとつは艦隊に編入されてから指摘されたものであり、これが改修工事に繋がっている。戦後最初期の指摘としてはオスカー・パークスが1949年に『ENGINEERING』誌に発表したものがあり、「この軽防御砲塔が設計上の弱点であるのを証明したのは驚くにはあたらない」と述べている。
防焔装置や副砲周辺の防御については設計の段階では充分とされていたが、完成直前となって用兵者側から防御力を強化するよう要望を受けた。特に、中心線上に配置され、隣に主砲火薬庫がある第1・4番副砲塔を支える円筒の、露出した支筒下部に敵弾が命中した場合の問題点を指摘されたのである。この円筒は元々50mmCNC+25mmDSの装甲が施されていたが、28mmの装甲追加が行われた。この強化により射撃実験の結果、支筒下部は800kg爆弾の命中に耐えうるものとされた。さらに防焔扉の板厚を増し、中甲板の貫通部に不規則な形の防焔板を隙間なく装備したこれにより最上型軽巡洋艦に搭載されていた時よりも、総合的な防御力は強化されていた。なお武蔵は就役時までに、大和は就役後に副砲を一旦下ろして、この防御強化を行っている。
副砲の防御が弾薬庫配置を含めて問題となるのは、他国戦艦でも同様だが、第一次世界大戦や、太平洋戦争での諸海戦の戦訓を見ても、防焔装置などで被害を局限できることは確かであった。現実に、大和型副砲塔と同様の防御形式だった日本重巡洋艦「青葉」は、サボ島沖海戦で第3砲塔に敵弾の直撃を食らい、砲塔内で装填中の零式弾と装薬が誘爆したものの、適切な弾薬庫注水により、それ以上の被害拡大を免れている。他の日本重巡も砲戦中に弾薬庫誘爆で沈んだケースは存在しない。第一次ソロモン海戦では、鳥海の1番砲塔に米重巡の20cm砲弾が命中し、砲塔員が全滅するも弾が砲塔を前後に貫通して艦への被害は抑えられたというケースもある。航空攻撃に対する被害はいくつか散見される。ミッドウェー海戦では重巡洋艦最上と三隈が砲塔に被害を受けた。最上は5番砲塔に直撃弾を受けたが、誘爆は起きずかろうじて生還した。同日、三隈も空襲で3番砲塔が直撃弾を受けて破壊され、4番砲塔には被弾した米軍機が体当たりしたが、これらの攻撃は致命傷とはならなかった。三隈沈没の直接の原因は魚雷の誘爆である。ラバウル空襲で重巡洋艦高雄が爆弾命中により一番砲塔装薬誘爆を起こし砲塔員が全滅するも、沈没は免れた。サマール沖海戦では重巡洋艦羽黒が空襲によって2番砲塔に直撃弾を受けたが、応急処置により戦闘を続行した。
また、艦中心線上への副砲装備は「主要防御区画の縦方面での長さを伸ばし、艦型の拡大を招いた」という、別の観点からの批判もある。
なお砲塔の構造は大別すると英国式と米国式に分類される。砲弾と装薬を同時に砲塔内に揚げる英国式は、機構が簡単で重量が軽いメリットがある。これに対し、砲弾と装薬を別に揚げる米国式は、機構が複雑で重量がかさむものの、被弾時の誘爆確率が低いという防御面のメリットがあった。米国式の砲塔を採用したのは、米仏独の戦艦と日本の大和型戦艦のみであり、それ以外の各国戦艦（長門型以前の日本戦艦も含めて）は英国式砲塔であった。

### 最大速力
昭和9年3月より軍令部は無条約時代に備えて新型戦艦の検討を開始した。高速空母や巡洋艦と共に洋上機動戦を行うため速力35ノットを希望するが造船技術上不可能とされ32ノットに要求を引き下げた。また30ノット以下は絶対容認できないとした。ところが友鶴事件や第四艦隊事件の影響により昭和10年秋頃に新型戦艦の速力は27ノットと決定された。
- アメリカと比較して劣っていた日本の機関技術により、省スペースで大馬力機関が製作できなかった点に関係しては、「技術的には旧弊以下と評されるべきもの」とも酷評されている[69]。

軍令部作戦課の主席部員中澤祐や富岡定俊は、27ノットでは洋上機動戦は困難であり国防の重責を果たすことはできない、として作戦部長仲村亀三郎中将に辞表を提出したが諭され引き下がった。中澤祐中将は後年「もし大和型戦艦が、当初軍令部の要求した速力を実現しておったならば、その用法は大に異り、太平洋上における作戦の推移も変っていたものがあったと確信し遺憾千万に思う。」と語る。
1920年代の米海軍は元海将の高須廣一によると「基地から遠く離れた西太平洋で戦う場合に重要なのは母港に帰り着く能力であり、速力を数ノット高く建造したとしても、そのような優位は決戦の最初の数分間で失われるかも知れない」と低速重防御思想を維持してきたが、仏伊で建造されつつある新世代の戦艦が30ノット程度を狙っていることを察知し、1935年の将官会議で自国の新戦艦に「高速戦艦」案として出力強化に重量を割くことを妥協し、27ノットの速力を要求した。
同世代戦艦である米国のノースカロライナ級戦艦は約27ノットであり、英国のキング・ジョージ5世級戦艦は約28ノットとほぼ同速であった。
その後建造されたアイオワ級戦艦はパナマ運河通行のために幅をしぼった艦型となっており、33ノットの速力発揮が可能な反面、横方向の揺動に対する安定性が低かった。現実に英国戦艦ヴァンガードと同行した際に、航洋性と安定性の低さが指摘されるなど、同級の運用上の問題点として挙げられている。こうした点において、武蔵は護衛する駆逐艦のスクリューが露出するような大型台風の中を航行しても、安定した航行を行ったと言われている。大和が1941年10月20日の公試で27.4ノットを記録したのも、駆逐艦が退避するほどの悪天候下だった。ミッドウェー海戦では、長門型戦艦「陸奥」でさえ揺れるような嵐の中を、大和は安定して航行していた。このように、大和型戦艦は米英仏独伊の新型戦艦よりも航洋性に優れた船体設計をしており、排水量においても大型のため、安定性に優れていた。
日本海軍では、速力の優越で恒常的に戦闘を優位に進められる指針として、敵より50%以上の優越が必要だと判断していた。20 - 21ノットの米戦艦に対する、朝潮型・陽炎型・夕雲型駆逐艦の35ノットや、米新型戦艦が27ノット級であることが判明した後で、40ノットの速力を要求された島風型駆逐艦がその一例である。
栗田艦隊ではレイテ沖海戦前に、今後の作戦で予想される夜戦に対し「大和型戦艦の速力27ノットは夜戦でも問題ないので、武蔵を旗艦にするよう変更してほしい」という要求を行っている。このレイテ沖海戦では、本来なら30ノットを発揮できる金剛型戦艦「榛名」がマリアナ沖海戦による損傷が尾をひいて26ノットしか出せず、参加した日本海軍戦艦中で大和・武蔵より高速を出せた戦艦は 金剛一隻だった。
なお、空母機動部隊との随伴だが、低速戦艦による護衛は物理的には可能ではある。長門や陸奥などの戦艦が機動部隊の護衛に付いたこともあり、また米国においてはノースカロライナ級やサウスダコタ級戦艦が米機動部隊に随伴して護衛任務を行っている。しかし艦隊速度が上がると低速戦艦は艦隊から落伍することとなる。
その後、マリアナ沖海戦で、大和、武蔵は軽空母3隻とともに前衛部隊に配置されたが、そのころには機動部隊は大半の正式空母、航空機と優秀な搭乗員を喪失しており、航空機や対空兵器の物量と技術力の差も明らかとなって効果を上げることができなくなっていた。

#### 実測値
海には潮の流れがあるため軍艦は標柱(マイルポスト)の間を何度も往復して速力を計測し平均値で速力を決定する。
戦艦武蔵の標柱間公試成績1942年6月
- 16.12ノット／17,546馬力　基準速力
- 19.18ノット／31,018馬力　巡航全力
- 27.50ノット／150,180馬力　公試全力
- 28.10ノット／166,520馬力　過負荷全力

元大和副砲旋回手の三笠逸男は公試時に速力「29.3ノット」と艦内放送されたと語る。
大和はレイテ沖海戦時には、第五戦速26ノットで2時間39分走っているが、これを上回る最大戦速で1分間、一杯で9分間走っている。機関部の通風能力が不足していたため、特に南方での作戦での高速発揮時は、機関部内が耐え難いほどの高温になっていたとされている。

### 戦争初期に前線に投入しなかったという批判
日本海軍は大和型戦艦を戦艦部隊の中核として位置付け、艦隊決戦のために温存する方針であり、開戦当初は機動部隊護衛に用いることは考慮していなかった。戦艦の使用は主砲火力の発揮できる決戦局面で行うべき、というのは当時の日本には「現実的」な判断だったとされるが、平間洋一はミッドウェー海戦ではこれらの判断が裏目に出たことを批判的に指摘している。大和型戦艦の無線送信能力は、軍令部より500浬を要求されており、鐘楼やマストも空母より高い位置に展張出来、通信能力に優れていた。またミッドウェー海戦時には連合艦隊旗艦であったために、優秀な通信班を乗せていた。平間によれば、作戦前の研究会にて、この点に着目し、赤城と共に行動させるべきという意見が出ていたという。
実際海戦中、大和が傍受し、南雲機動部隊が傍受できなかった敵機動部隊の呼び出し符丁があった。もし大和が機動部隊の護衛部隊として行動を共にしていれば、傍受した通信を視覚信号で通報し、敵機動部隊の存在をより早く察知出来たのではないかと指摘している。
上記のように戦艦の性能上重要となる搭載砲のプラットフォームとしての安定性においては、大和型戦艦は最高レベルと思われるが、反面、燃料消費量が多かったことも問題であった。単に機動部隊の護衛として用いた場合は、大和型を含む日本艦艇の対空火力はそれほど強力でなく、また日本海軍は慢性的に燃料不足で行動が制限されていた。ガダルカナル戦では、大和型戦艦や長門型戦艦の陸奥がタンカーの代わりをしていた事実がある。レイテ沖海戦では大和など戦艦から駆逐艦戦隊への給油が行われていた。
山口多聞提督が奨励していた輪形陣は戦艦を含んでおり、攻撃機パイロット淵田美津雄も空母よりも戦艦が通信能力に優れる点、そして、敵勢からの攻撃を分散させ、その重厚な防御力によって攻撃を吸収することで空母の盾になりうると考えていたが、日本海軍の主たる用兵思想では無かった。

### 対空防御
「建造時に航空攻撃を考慮していなかったので撃沈された」という説が見られる。しかし、同時期に建造された空母・空母艦載機や陸上攻撃機の想定戦術から見ても、当時は機動艦隊による航空勢力が戦闘の中心となることは予想されていなかった。
計画当時、戦艦の使用は制空権下で行うことを前提としており、全体の性能バランスを崩すような過剰な水中防御を要求しなかった。日本海軍の防空に関する取り組みは、電子装備や戦闘システム全体のソフト的研究開発でアメリカ海軍より遅れていたが、アメリカ以外の国に劣るものではなかった。また戦争中の航空機の進歩が著しく、それに対応する対空兵装も大きな変貌を遂げており、それはアメリカ海軍のアイオワ級についても同じことである。
なお、松本喜太郎は実際の沈没状況については「われわれが予想していた以上に沈みにくかったことはたしかである」と述べている。福井静夫は、「結果からいえば魚雷と爆弾に対する防御力を強化すべきだったが、開発時の用兵思想下では極めて慎重かつ堅実に設計されており、当時の工業技術の最高標準を示した」と述べた。三菱重工と旧海軍関係者がまとめた「戦艦武蔵建造記録」では『よくぞここまで耐えたが、あえて指摘すれば間接防御の強化が必要』とし、沈没原因を復原力を失ったことによる横転としている。牧野茂は、絶対的不沈艦などありえないと前置きした上で、「味方に航空兵力が存在する戦闘で相対的不沈艦とすることは望ましく、大和型戦艦はおおむねその成果を達成した」と評した。つまり航空戦力が戦闘の中心になることは設計時に想定されていなかったが、航空防御の強化はなされており、多くの魚雷や爆弾に対する防御力も持っていた。仮にアメリカ海軍のアイオワ級戦艦が大和や武蔵と同等の航空勢力の攻撃を受ければやはり沈没は免れなかったと考えられる。

### 造船技術
大和型は軍艦である以上、故障・不調は許されず、艦政本部長からも「武人の蛮用に適するものたらしむるべし」と訓示されている。溶接適用範囲の縮小、主機械のディーゼルから蒸気タービンへの変更など、石橋を叩いた設計であった。艦橋形状や舵配置、機関等の重要構造部はテストベットを経て採用されており、昭和10年代に確実性を確保されていた建艦技術が投入されたと言える。建造に当たっての実艦試験として有名なところでは練習戦艦比叡の戦艦復帰改装時の艦橋形状の採用、潜水母艦大鯨で故障続きだったディーゼルエンジンの不採用などがある。
大和型では、建造期間短縮のため、鋲（リベット）によるブロック工法が行われた。武蔵（三菱長崎造船所）ではブロック工法に対して消極的で2倍の工程数がかかっている。残された呉海軍工廠資料によると、強度が必要とされる箇所は鋲（リベット）接合が用いられ、電気溶接は主要構造部にはほとんど用いられていなかった。これは大和型建造当時の日本の溶接技術レベルがまだ低く、信頼性のある溶接棒が製造できなかったことが主な原因だった。大和型以前の「大鯨」や「最上」で溶接を多用した結果、船体変形などの問題が起こっていた。溶接によるブロック工法は、戦時量産の戦時標準船や海防艦などにおいて実用化された技術であった。ただし、大和型でも上部構造物などで可能な限り溶接を使用することにより船体重量を抑えようとしていたことも設計図面の溶接を示す長体「S」マークから証明されている。
リベット接合は建造期間を延長し重量を増加させた。大和型のリベットは直径約4cmあり、鋲打機も特注で大人2人で抱えあげて打ち込んだという。装甲が堅く厚いため一度打ち込んだ鋲が歪んだ場合、その鋲を抜くだけで丸一晩かかることも珍しくなかったという。
溶接範囲は時期が後になるほど技術が進歩するにつれて拡大し、大和の溶接延長が460kmだったのに対し、3年後の信濃では2,600kmとなった。信濃は空母に改装されたため単純に比較は出来ないが、甲鉄量や排水量がほとんど同じレベルであるため工数、鋲接本数も似た値となっている。
大和型建艦に携わった技術陣の多くは戦後、活躍の場を民間に移し、戦後高度経済成長期の巨大タンカー建造などに携わった。西島亮二が中心となって生み出された西島式ともいわれる呉工廠における大和建造時の膨大な工数管理は、今日の大型船舶建造の基礎ともなり、海防艦のブロック建造方式とあわせて造船王国日本の復活を下支えした。その後、前間孝則が西島の日記を遺族より見せてもらうことで、工数管理面の実像が世間一般にも知られるようになった。
ただし、造船技術の賛美傾向に付いては、警鐘を鳴らす当事者も居た。堀元美は1967年の雑誌記事で、当時の日本造船界が隆盛の影でエンジンが外国からのライセンス購入品が大勢を占めていることなどを根拠として、「大和において日本の造船技術が完成した、というような、固定的な考えかたには、同意できない。技術は生きものであって、けっして止どまってはいない。」「大和をつくった先輩たちの偉大さを確認するためには、日本の造船技術発達の流れを知り、その流れの中の、いかなる時点で大和がつくられたか、を論じる必要がある。満載排水量が七万トンとか、甲鉄の厚さが四一〇ミリといっても、それだけでは、時代が変われば骨董品的な価値しかない」と釘を刺している。

### 竣工時期
一番艦大和の竣工が開戦8日後であることから「海軍は大和の完成を待って開戦を決意した」とも言われるが、これは適切な理解ではない（翔鶴型航空母艦の竣工時期は開戦判断に影響を与えている）。当時の12月8日（日本時間）は月齢19日で真珠湾攻撃に最適であったこと、その日は日曜日で艦隊が停泊している可能性が最も高かったから選ばれたのであり、むしろ大和の竣工が開戦に合わせて繰り上げられたのが真相である。武蔵においても、竣工が大幅に繰り上げられ、過酷な労働で、体調を崩したり、事故で死亡した工員も多いとされる。ただし、大和型戦艦、翔鶴型航空母艦を含む第三次海軍軍備充実計画の艦艇は1941年度末までにほぼ完工に近い工程あるいは就役の状態であり、年単位での軍拡状況という観点から見れば、短期決戦を捨て切っていなかった海軍にとってはひとつの節目の時期には当たっていたと言える。